# Jeroni Martorell i Terrats
Jeroni Martorell i Terrats (Barcelona, 1876 - 1951) fou un arquitecte català format a la vora de grans arquitectes modernistes com Josep Puig i Cadafalch. El 1914 es convertí en el director del Servei de Catalogació i Conservació de Monuments de Catalunya (SCCM) fins a la seva mort, el qual anteriorment era anomenat Servei de Salvaguarda de Monuments de la Generalitat. Durant el període del 1914-1925 aquest servei va estar en mans de la Diputació de Barcelona, sota el manament de la Mancomunitat de Catalunya i cap al 1936 Martorell fou nomenat, per segon cop, cap del Servei pel que era en aquells moments president, Lluís Companys. També es convertí en el principal conservador de Monuments del Tresor Nacional del Ministerio de Instrucción Pública y Bellas Artes, fou director del Servei d'Arquitectes Conservadors de Monuments el 1929, la qual cosa li va permetre realitzar la catalogació de monuments i d'obres d'art dins del territori espanyol i que ja havia iniciat l'any 1916. Amb aquestes catalogacions el que aconseguia era una defensa clara i aferrissada del patrimoni arquitectònic, sobretot català, lluitant per a la seva protecció.
Gràcies als seus coneixements en l'àmbit de l'arquitectura i els seus contactes amb professionals europeus, va dur a terme molts projectes de restauracions i recuperacions d'edificis catalans defensant, a més, la salvaguarda d'aquests que s'havien convertit en icones de les terres catalanes. Això ho va aconseguir arran del Centre Excursionista de Catalunya, diaris o revistes com Civitas i l'organització de conferències que van poder fer campanyes sensibilitzadores per la protecció del patrimoni.

## Biografia

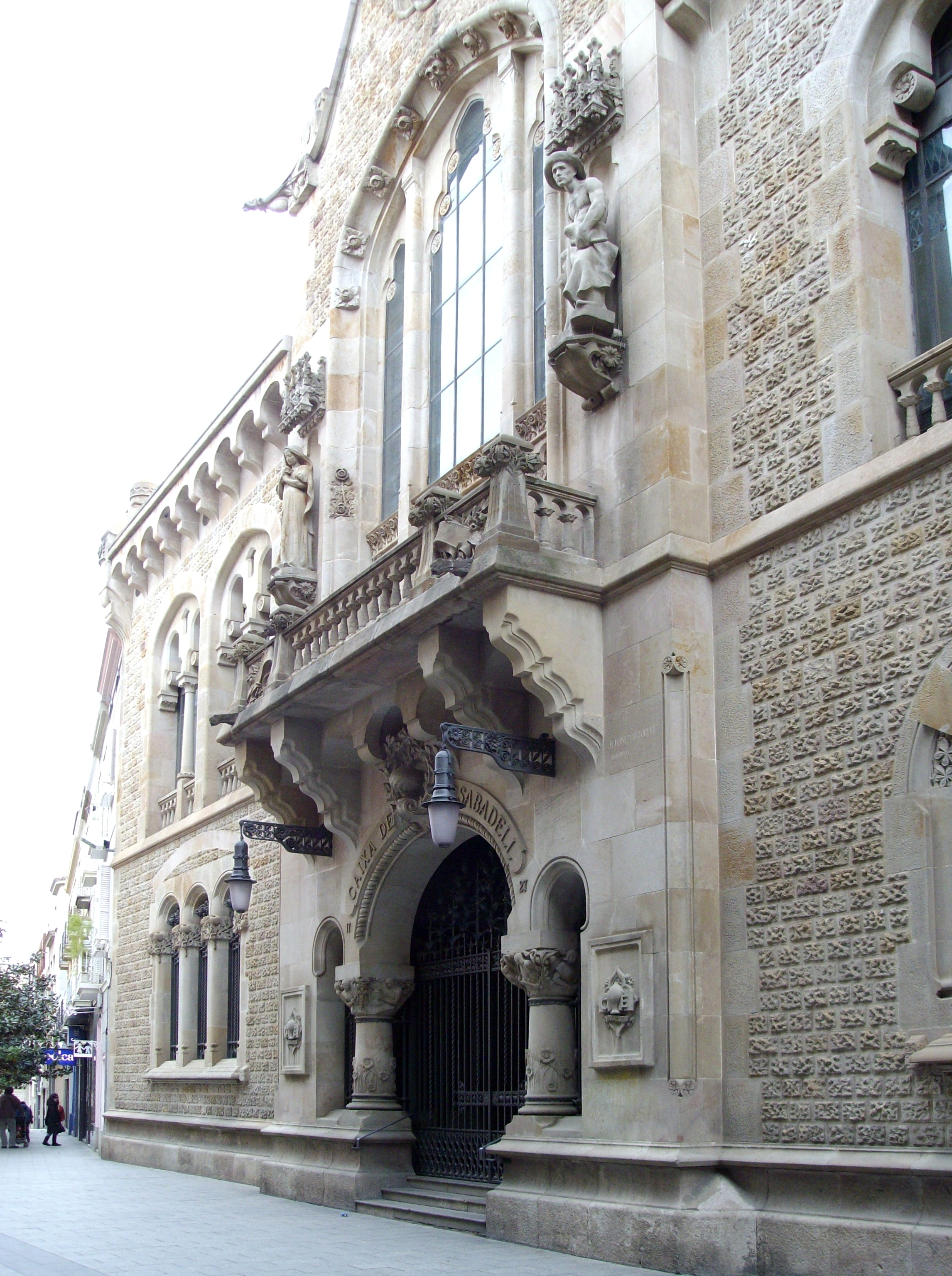
Seu Central de la Caixa Sabadell, obra de Jeroni Martorell

Jeroni Martorell va néixer a Barcelona l'any 1876 i el 1891 entra a l'Escola d'Arquitectura en la seva ciutat natal. El 1903 va aconseguir acabar aquests estudis convertint-se en doctor d'arquitecte, acompanyat pels mestres Lluís Domènech i Montaner, Josep Vilaseca i Casanovas, Elies Rogent, Joaquim Bassegoda i Amigó, August Font i Carreras i Josep Puig i Cadafalch entre d'altres. Paral·lelament, entre 1892 i 1895 fou alumne de l'Escola de Belles Arts i de la Universitat de Barcelona.
Durant els anys vuitanta i noranta del segle xix va realitzar viatges a França, Suïssa, Itàlia, Alemanya i Àustria per completar els seus estudis. Aquesta experiència va ser un ítem important per l'arquitecte perquè li va permetre formar-se en els corrents artístics, sobretot d'urbanisme, que estaven funcionant a Europa en aquells moments. Per això els grans projectes arquitectònics de Martorell eren mostrar la importància, no només del monument, sinó del plantejament urbanístic i la seva integració dins de l'entorn urbà contemporani.
El 1904 formava part del Centre d'Excursionista de Catalunya, la qual cosa el va permetre constituir-se com a president de la Secció d'Arquitectura Catalana fins a l'any 1919. A través d'aquest paper en aquestes administracions, va poder començar a constituir els primers inventaris gràfics de monuments de la comunitat catalana, que més tard passarien a ser la base principal de l'inventari i del catàleg del SCCM, el qual va dirigir gràcies a la victòria d'un concurs en el qual va presentar una memòria ben documentada, anomenada "Conservació de Monuments, 1914" convocada per suplir la plaça lliure del Servei de Catalogació i Conservació de Monuments. Fou membre de la Reial Societat Arqueològica Tarraconense des del 1921, a més de ser vocal del patronat de Santes Creus i de la Comissió Provincial de Monuments Històrics i Artístics de Barcelona, col·laborador de la Reial Acadèmia de Sant Fernando i assessor de l'entitat d'Amics de la Ciutat.
Amb l'ajut de la divulgació del patrimoni a través de revistes, congressos i articles de les terres catalanes, va donar més pes als mestres catalans i a la salvaguarda d'aquests béns, com per exemple en la revista Civitas o el butlletí de propaganda de la Societat Cívica de Ciutat Jardí, la qual estava vinculada a la Mancomunitat. Va exercir, també, de publicista, assagista, conferenciant i divulgador de temes de construcció però unint-ho a la idea de conservar les obres d'art que formen el patrimoni artístic dels ciutadans.
Entre el 1912 i el 1925 va ser el capdavanter de la Junta de Museus de Barcelona i juntament amb l'IEC se li va encomanar que elaborès un repertori iconogràfic espanyol perquè fos la base de la formació de la Secció d'Espanya Monumental dins de l'Exposició d'Indústries Elèctriques de Barcelona. Quatre anys més tard, Jeroni Martorell es va unir al comitè de direcció dels Amics de l'Art Vell que el va permetre formar part d'una sèrie de restauracions del patrimoni de la Diputació de Barcelona com la porta ferrada del monestir benedictí de Sant Feliu de Guíxols, l'església de Sant Climent de Coll de Nargó o l'església de Sant Ponç de Corbera. Fou en 1929 quan es declarà arquitecte conservador de monuments del Ministeri d'instrucció Pública. Després d'haver estat al capdavant del SCCM durant cinc anys, Jeroni Martorell va organitzar una conferència dedicada al patrimoni artístic nacional a la Madrid, en la qual es va fer anomenar i qüestionar el patrimoni artístic, no només català, sinó a escala nacional.

El dia 18 de juliol del 1936, coincidint amb el dia que es va produir l'Alzamiento Nacional, Jeroni Martorell es convertia en el director del Servei de Monuments Històrics on la seva funció radicava en redactar inventaris i càtalegs, a més de portar un control de les obres que s'havien o s'haurien de restaurar i la inspecció d'aquestes. En plena Guerra Civil, però, es va reconèixer que la seva funció augmentava, ja que havia de tenir una competència d'inclusions d'obres catalogades per a la Secció al Registre del Patrimoni Artístic, Històric i Científic de Catalunya. 

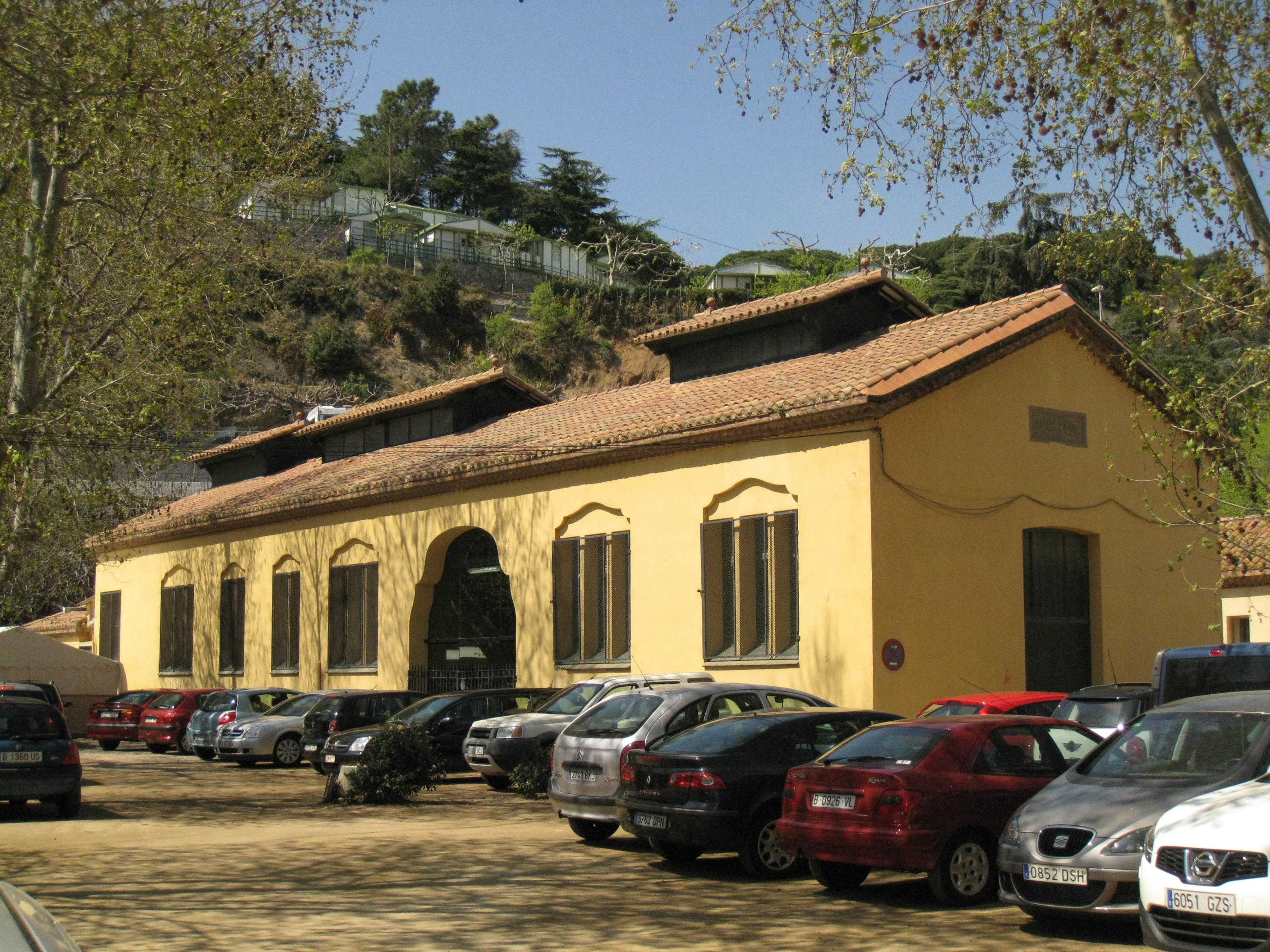
Escorxador municipal de Calella, obra de Jeroni Martorell

No hem d'oblidar la seva personalitat com arquitecte d'obres de nova planta que ha estat bastant eclipsada per la seva feina com a conservador i restaurador del patrimoni. Gairebé la majoria de la seva activitat com arquitecte s'estén per Catalunya, centralitzat i focalitzat sobretot a Granollers, des del 1905 fins al 1936 com la Casa Miquel Blanxart (1904), i Calella, lloc d'origen del seu pare, des del 1925 fins a la seva mort el 1951. En aquesta última població, va fer nombroses construccions públiques com l'escorxador, el passeig marítim, algunes escoles, el mercat, entre d'altres. La gran part de les seves obres eren per encàrrec, tant d'entitats públiques com privades com la Caixa d'Estalvis de Sabadell (1907-1915). També va crear una sèrie de cases de baix cost dins de l'Eixample, va construir altres obres públiques per ordre d'Ajuntaments de poblacions de Barcelona i altres obres públiques com un hospital de malalties nervioses el 1917 per ordre de la Mancomunitat. Altres obres són el Celler Cooperatiu Alella Vinícola (1906) i l'Escola Industrial d'Arts i Oficis (1907-1910) o Cinema Imperial (1911) de Sabadell. A la Garriga va construir la seva última obra l'any 1950 anomenada Casa Surell, en la qual recuperava la façana d'un edifici del segle xvii que havia estat enderrocat.

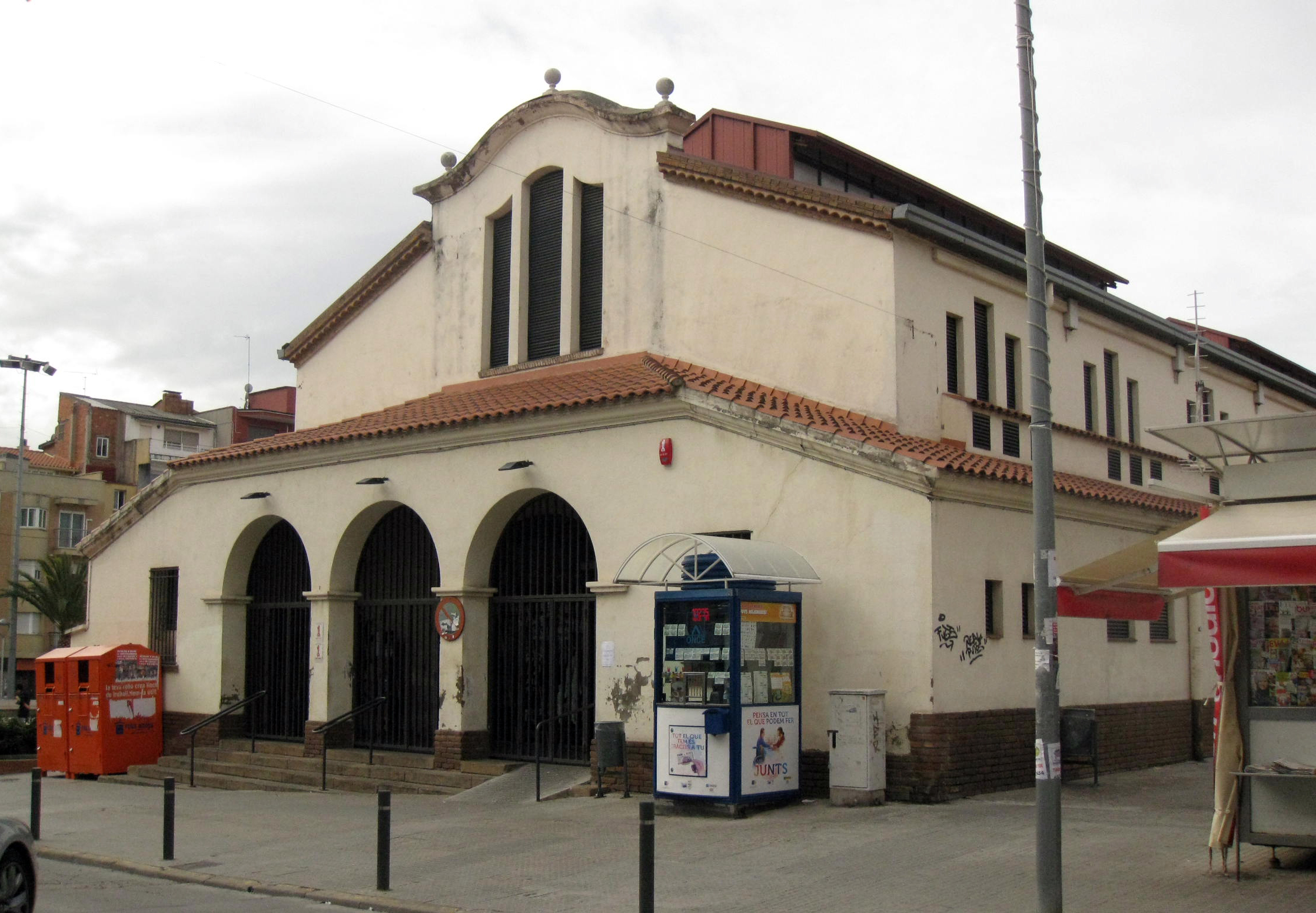
Mercat municipal d'Olesa, obra de Jeroni Marotell

En aquests testimonis d'arquitectura de Jeroni Martorell podem veure el seu contacte amb artistes modernistes, sobretot amb Josep Puig i Cadafalch però a poc a poc, i arran dels seus viatges de formació, la seva arrel més profunda va anant generant un llenguatge molt més neoclàssic.Tot i format en època modernista i veure l'art dels grans artistes catalans del segle xix, la seva arquitectura mostra un clar pensament sezessionista format arran dels seus contactes amb Europa amb la consegüent defensa i divulgació en terres catalanes a través de diaris o revistes com Revista Literària Quinzenal dirigida per Josep Carner, o a l'anuari de Asociación de Arquitectos de Cataluña, 1910.
Altres articles publicats de Jeroni Martorell són "L'inventari gràfic de Catalunya" aparegut al Butlletí del Centre Excursionista de Catalunya (1909); "Mèmoria referent a l'organització del Servei de Conservació i Catalogació de Monuments, diputació de Barcelona" (1914), "Reforma interior de poblaciones" en la revista Civitas (1915), "El patrimonio artístico nacional" a la revista Arquitectura de Madrid (1919), la protecció del patrimoni artístic nacional a Nova Iberia (1937) o la revista Catalunya des d'on mostrava les idees de la Sezession, entre d'altres.

## Director del Servei de Catalogació i Conservació de Monuments.
El 9 de juny de 1914 es va crear el Servei de Catalogació i Conservació de Monuments com un servei lligat a l'Institut d'Estudis Catalans de la Diputació de la capital comtal catalana presidida per Enric Prat de la Riba. Jeroni Martorell fou el primer director d'aquest Servei després de guanyar un concurs per aquesta plaça administrativa. La importància del 1914 a Catalunya recau en el fet que es crea el primer servei d'administració pública per a la conservació i restauració de monuments en el territori espanyol i a poc a poc, en les restants comunitats autònomes, van copiant aquest model,concretament en la capital espanyola madrilenya on es va formar un Servei de Catalogació i Conservació el 1929 que va tenir una repercussió a nivell estatal.

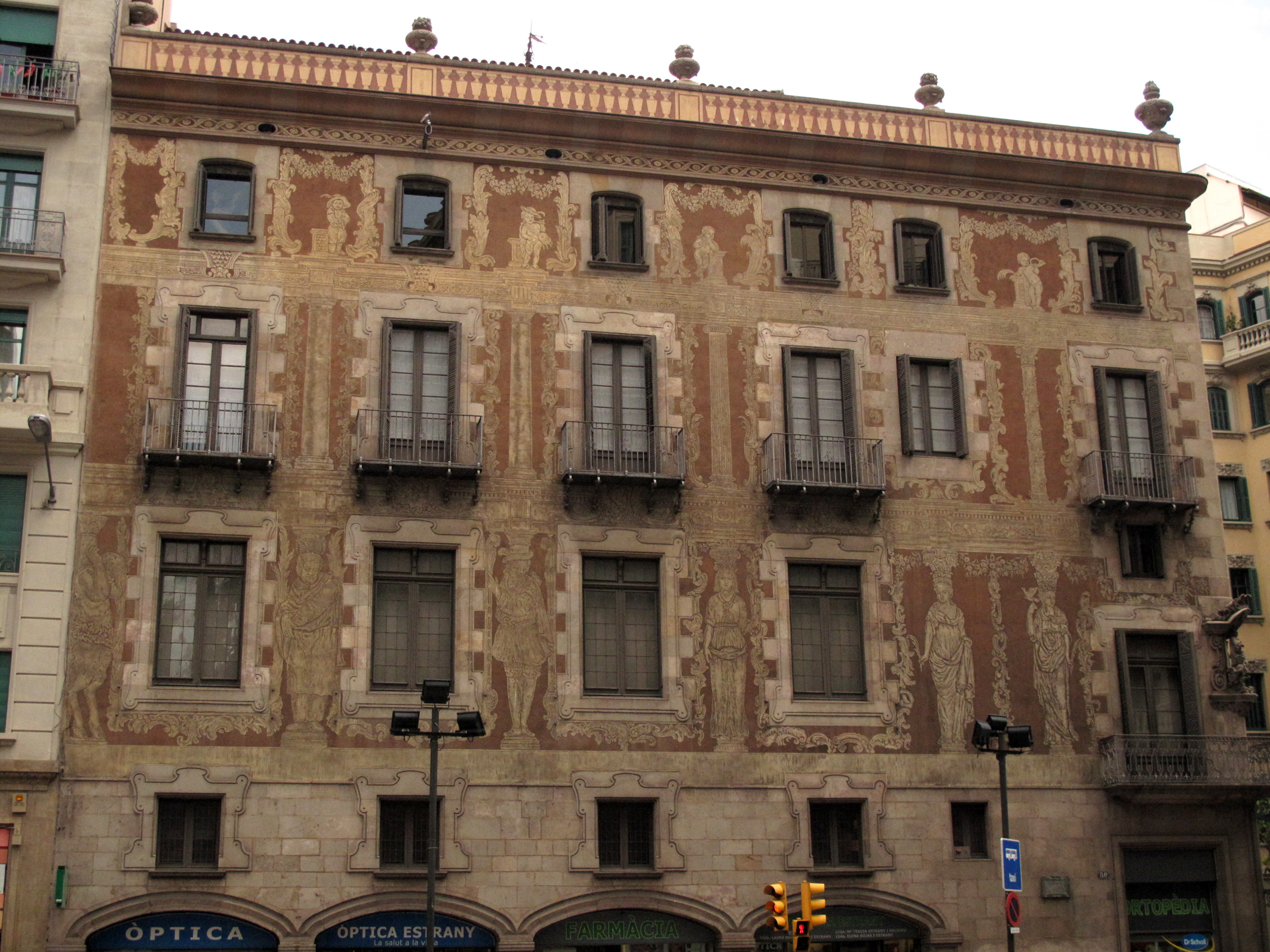
Casa del Gremi de Velers, façana de la Via Laietana

Amb la dictadura de Primo de Rivera (1923-1930) el Servei va perdre el lligam que tenia amb l'IEC, a més hi havia escassetat de recursos i pressupostos i no es van poder duu a terme grans activitats de protecció i de restauració dels monuments. Tot i això, Jeroni Martorell seguia al capdavant d'aquest Servei ocupant-se de la catalogació de les obres i l'acció directa i indirecta en patrimoni català, tant en la restauració mínima d'algunes de les obres monumentals, com en la seva defensa o la seva divulgació que feia a través de congressos, reunions professionals o publicacions. És clar que en aquesta època Martorell va fer un gran treball, ja que va aconseguir la declaració de monuments de Catalunya a gran part dels elements patrimonials, facilitant, així la seva protecció, com és el cas de la Casa dels Velers de Barcelona. A més també evità l'enderrocament d'alguns monuments com l'Hospital de Santa Maria de Lleida o la Torre de Canet, tot i que aquesta última, va ser enderrocada l'any 1925. Pel que fa a restauracions, consolidacions o reformes, les actuacions varen ser, més aviat poques i de poca importància, ja que el poc pressupost que disposaven el van destinar a aturar enderrocs d'alguns monuments i a fer mínimes intervencions. La reflexió que feia Jeroni Martorell al capdavant del Servei era: 
| «                  | La conservació i restauració de monuments ha de practicar-se amb gran respecte a l'obra del passat, procurant mantenir-la en la major integritat possible. | » |
| — Jeroni Martorell | |   |

Els seus projectes durant el període de la dictadura, tant de nova planta com de restauració, es van realitzar a través de l'oficina que ell mateix dirigia, anomenada Projectes i pressupostos d'obres municipals, en la qual oferia tres tipus de construccions la primera d'edificis municipals, la segona d'urbanització i en l'última instància era el proveïment d'aigua potable. Una data important a remarcar fou el dia 26 de juliol del 1929 quan el Ministeri d'Instrucció Pública i Belles Arts va crear el Servei de Monuments Històrics de l'Estat, la qual seguia les pautes marcades des d'un inici pel SCCM. Aquest nou servei va dividir l'estat espanyol en sis zones i cada una tenia al davant un arquitecte. Catalunya formava part de la tercera zona juntament amb València, Castelló, Terol i les Illes Balears i l'arquitecte al davant d'aquesta sisena zona era Jeroni Martorell que va exercir el càrrec d'arquitecte i conservador des del 1929 fins a l'esclat de la Guerra Civil l'any 1936. Un cop finalitzà el conflicte es va crear un servei de defensa del patrimoni artístic nacional que depenia del Ministeri de l'Educació, així que el director va seguir al capdavant d'obres de restauració nacionals de Catalunya com és el cas del Monestir de Sant Cugat del Vallès, el Monestir de Vallbona de les Monges, el de Sant Pere de Rodes o el de Santes Creus, entre altres com la Catedral de Barcelona, les Muralles de Tarragona, el Campanar de Taüll o el Convent de Sant Francesc de Palma.

### De la creació del Servei de Catalogació i Conservació de Monuments fins a la Guerra Civil (1915-1936)
Entre el 1915 i el 1936 el Servei de Catalogació i Conservació de Monuments va iniciar el seu llarg recorregut unit a la Mancomunitat i la Diputació de Barcelona, però depenia directament de l'òrgan científic l'Institut d'Estudis Catalans. En aquesta primera etapa del Servei la seva actuació fou la més important, sobretot en la catalogació del patrimoni català amb l'ajut del material documental de l'IEC i de l'Arxiu Mas, la divulgació de l'art català a través de conferències, revistes i congressos. Jeroni Martorell, a més, va gestionar algunes declaracions per lluitar en contra d'enderrocaments d'edificis que creia que eren necessaris per explicar la història de Catalunya i en molts casos, demanant la seva declaració monumental sobretot en aquells que tenien perill de desaparició o venda d'objectes artístics. Alguns dels procediments que es van dur a terme en aquesta etapa foren: consolidació de l'església de Santa Maria de Terrassa; cooperació per a la creació del Museu Municipal de Mataró; gestió per evitar que el Castell de Verdú fos convertit en la seu del sindicat agrícola; intent de conservació d'una casa senyorial de Balaguer; consolidació de les pintures de la capella de Santa Úrsula a l'església de Sant Joan de Valls; reparació de les cobertes de Sant Climent i Santa Maria de Taüll; conservació del claustre de Breda; conservació de les restes de l'església del Miracle de Tarragona; evitar la venda del sepulcre de Ramon Folch de Cardona i després es declara monumental; declaració monumental de l'església de Covet.
Tot i que en aquesta primera etapa del SCCM, la major part dels treballs es van destinar a la protecció d'edificis abandonats o accions de consolidació, poques varen ser les obres de restauració a gran escala, a causa dels baixos pressupostos de què disposava el servei, però algunes de les obres dutes a terme van ser: la reconstrucció del portal de Centelles; la Torre de Santa Caterina de Torroella de Montgrí; el Monestir de Santes Creus; el monestir de Vallbona de les Monges; la Col·legiata de Sant Pere d'Àger; Arc romà del pont del Diable de Martorell; Fòrum Romà de Tarragona; Església de Barberà del Vallès; Esglésies d'Olèrdola; Sant Joan de Vilafranca; Torre del Bover de Montblanc; Galeria alta del claustre del monestir de Sant Cugat.
En canvi, les obres de conservació i protecció de mida petita, és a dir, d'intervenció mínima, varen ser més nombroses com el cas de les pintures murals de l'església de Polinyà, l'accés a l'església de Lledó, la restauració de la Torre del Mirador de Sant Rafael del Monestir de Pedralbes, la restauració de l'església de Santa Maria de Cervelló o la consolidació del recinte emmurallat de Tossa de Mar entre altres. L'any 1926 i en plena dictadura de Primo de Rivera, es va promulgar una llei sobre la protecció i la conservació de la riquesa artística d'Espanya. El servei, arran de la promulgació d'aquesta llei, va perdre el protagonisme del qual havia gaudit els primers anys de la seva creació tot i que no va deixar d'intervenir en alguns elements monumentals de Catalunya com: restauració del cimbori de Vallbona de les Monges; aixecament de plànols i realització del projecte i obra de restauració del castell de Bellcaire; consolidació de la muralla de codolar de Tossa; reparació (sobretot de les cobertes) de l'església de Bossòst; restauració de les esglésies de Sant Pere de Terrassa; restauració de les muralles de Montblanc (i els portals de Bover i Sant Jordi); restauració de l'absis de la catedral de la Seu d'Urgell; restauració i reutilització de les Cases dels Canonges a Barcelona; restauració de l'església de Sant Joan de Vilafranca del Penedès; consolidació de part de la galeria del monestir de Sant Cugat del Vallès; restauració de l'arc romà de Martorell anomenat el Pont del diable. Durant els anys posteriors, Martorell va seguir amb una lluita aferrissada per aconseguir un ajut econòmic que el permetés reparar altres obres com l'església preromànica d'Olèrdola, Sant Quirze de Pedret o Santa Maria de Marquet, el Castell de Cardona o l'Església de Lluçà, però per desgràcia només va aconseguir una petita subvenció per a les esglésies d'Olèrdola i de Marquet.
També, amb el creixement urbanístic i l'enderroc de moltes de les muralles de les poblacions catalanes, es va dur a terme una presa de consciència per a la recuperació i/o consolidació i restauració de recintes emmurallats. Jeroni Martorell va tenir un paper predominant en aquest camp, ja que va redactar tots els informes i projectes de reparació i neteja d'aquests elements, a més de fer front a una lluita de defensa i salvaguarda d'aquests elements de fortificació. Per això, va actuar en les quatre capitals catalanes Barcelona, Tarragona, Girona i Lleida, però també en altres poblacions com Centelles, Montblanc, Torroella de Montgrí o Tossa de Mar. Les intervencions foren iniciades en la segona i tercera dècada del segle xx fins al 1960 aproximadament. La particularitat que va dur a terme l'arquitecte Martorell és que va entrellaçar la vida quotidiana adaptant-ho a la conservació de les muralles, és a dir, a la història però utilitzant una restauració positivista.
El 1930 s'acaba la dictadura de Primo de Rivera i el SCCM torna a mans de l'IEC, un fet que el va permetre publicar un any més tard totes les intervencions que va duu a terme durant els 5 anys en mans de les diferents institucions com el SCCM de la Diputació de Barcelona, el Servei de Monuments Històrics del Ministeri d'Instrucció Pública, Amics de l'Art Vell (com el cas del pòrtic de la Porta Ferrada del Monestir benedictí de Sant Feliu de Guíxols, l'església de Sant Ponç de Corbera, Sant Climent de Coll de Nargó o església del priorat de Castellfollit de Riubregrós), el Servei de Conservació de Monuments de la Diputació de Girona (com els banys àrabs, el claustre de la Catedral de Girona, el monestir de Vilabertran, el campanar de Sant Miquel de Fluvià, l'església de Sant Joan de Bellcaire o la torre de les muralles d'Hostalric), l'Ajuntament de Barcelona i l'Ajuntament de Lleida entre altres obres de particulars. El 1931 es va proclamar la II República Espanyola i es va instaurar la normalitat a la comunitat amb l'ajut de la Generalitat de Catalunya. Dos anys més tard el Parlament de la República va promulgar la llei sobre el Patrimoni Artístic Nacional i, per tant, les funcions de l'estat en el territori català passaven a la Generalitat. El 1934 es va proclamar la Llei de Patrimoni Artístic on es remarcava la importància i l'interès pel rigor científic dels béns mobles i dels objectes. Es decretà, a més, un edicte que remarcava la importància de la zona arqueològica dels monuments basant-se en les creences de Jeroni Martorell, ja que aquest afirmava que les actuacions també s'havien de tenir en compte l'entorn dels monuments com el cas del recinte fortificat de Girona o els voltants de la Seu Vella de Lleida.
Durant el període de 1931 fins al 1936, es va seguir amb la tasca de restauració en edificis on els treballs de consolidació havien començat amb anterioritat, com el conjunt monumental d'Olèrdola, l'església de Santa Maria de Terrassa, les obres de l'església de Santa Maria de Marquet, la restauració de la Porta Ferrada del monestir de Sant Benet de Sant Feliu de Guíxols, la recuperació del Pont del Diable de Martorell, la restauració del Monestir de Pedralbes de Barcelona o la Muralla de Tarragona entre d'altres. Tots aquests testimonis van quedar remarcats en la memòria escrita per Jeroni Martorell a la Secció Històrico-Arqueològica de l'Institut d'Estudis Catalans.

### El Servei durant la Guerra Civil (1936-1939)
El dia 18 de juliol del 1936 hi va haver un canvi dràstic en el transcurs de la història d'Espanya, però sobretot del patrimoni català. La tensió social i revolucionària anava en augment entre els bàndols combatents de la Guerra Civil Espanyola, així que el govern republicà va dur a terme mesures d'emergència per a salvaguardar el patrimoni.
La Generalitat catalana va tenir una acció decisiva per assegurar els monuments i els edificis, tant religiosos com civils, ja que perillava la seva integritat. Molts d'ells varen ser confiscats per formar part del patrimoni del poble català i es va produir una unió de tots els serveis catalans com museus, biblioteques, arxius, tant arqueològics com monumentals, i altres entitats com ajuntaments. Immediatament van començar amb un moviment per al salvament del patrimoni. Era urgent dur a terme una aliança d'aquest tipus, ja que els atacs a la població civil i als elements urbanístics estaven destrossant la història de més de 1000 anys d'antiguitat. La Generalitat va llançar un decret i va anomenar que les col·leccions particulars de la ciutat comtal es concentressin en el Museu d'Art de Catalunya, mentre els altres objectes restants es van dipositar a la mateixa Casa dels Canonges, que després de la restauració de Jeroni Martorell es va convertir en la seu del Servei de Catalogació i Conservació de Monuments. La Junta de Defensa es va posar en contacte amb el Servei d'Excavacions i Arqueologia perquè es fes càrrec de totes les descobertes arqueològiques que sortien a la llum a través de la construcció dels refugis. Tot això va comportar, amb l'ajut de la Secció de Monuments, que es desplegués durant aquests anys una gran activitat important de restauració en els primers anys de la Generalitat. Tot i així, no es va deixar de banda la temàtica de les pintures murals, demanant el traspàs del patrimoni artístic de Catalunya dels edificis religiosos, per tant, s'havia de fer un arrencament de les pintures per evitar danys. Entre aquests treballs trobem les pintures de Sant Sadurní d'Osormort, les pintures de Folgueroles, les de Cardona o de Pedret.

### Des de la postguerra fins a la mort de l'arquitecte (1940-1951)
A la fi de la Guerra Civil (1939), l'arquitecte va haver de redactar una memòria on es mostrés la creació del servei i, amb detall, tot allò que s'havia dut a terme en el període revolucionari per salvaguardar el patrimoni artístic moble. Martorell anomenava que el Servei de Monuments havia tingut una gran relació amb el Departament de Cultura de la Generalitat i això havia permès la salvaguarda de més del 50 % del patrimoni català, no només en el tema administratiu, sinó també en la reparació d'aquest. Per tant, després d'aquests esdeveniments, la secció de Monuments va canviar el nom al Servei de Catalogació i Conservació de Monuments que tornava a dependre de la Diputació barcelonina.
Martorell va recollir i ordenar el material i l'arxiu que havia format durant més de 30 anys, i va tornar a restaurar la Casa dels Canonges, seu del SCCM, per adaptar-la a les institucions i feines. Tot i així durant aquests deu anys de funcionament del Servei, es va veure afectat tot i que va tenir actuacions notables com la restauració del monestir de Sant Cugat, de la Catedral de Barcelona, del monestir de Pedralbes, dels temples de Sant Pere de Terrassa, de la basílica de Santa Maria de Vilafranca del Penedès o de la Casa Serra Arnau de Mataró. Per desgràcia, molts dels projectes que havia començat a redactar el director del SCCM en aquesta nova etapa del servei, van quedar en el no-res després de la seva mort l'any 1951. Això va fer caure en l'oblit molts dels informes redactats per ell mateix i que el seu successor, Camil Pallàs i Arisa, no va tenir en compte un cop entra a formar part del Servei l'any 1954, per tant avui només tenim alguns testimonis documentals de les idees de restauració de Martorell, però no podem copsar-hi el seu resultat. Des del 1986 el Servei de Catalogació i Conservació Monumental s'anomena el Servei de Patrimoni Arquitectònic Local (SPAL) mantenint la relació amb la Diputació de Barcelona i un assessorament tant tècnic com científic.

## Criteris de restauració
Els criteris als quals Jeroni Martorell estava endinsat era en un clar positivisme on el restaurador es convertia en científic. La seva base era la troballa d'informació de l'obra d'art i la divulgació d'aquesta a través de la premsa o de conferències que ell mateix organitzava. Això el permetia fer un estudi profund de l'edifici i dotar-ho d'importància en la població catalana. Martorell tenia al cap la idea d'una rehabilitació de l'edifici conjuntament amb una bona divulgació d'aquest, facilitava el contacte entre el patrimoni català i els seus ciutadans. Hi hagué un esdeveniment important en 1919, quan l'arquitecte va organitzar una conferència dedicada al patrimoni artístic nacional a l'Ateneo a Madrid. En aquell context, es defensava el concepte de monument nacional, les pautes per a la creació d'un catàleg i els mètodes que s'havien d'utilitzar per a la restauració estricta dels elements patrimonials, i si més no, englobant la seva conservació. En aquesta conferència ell deia: 
| «                                                  | Abans de tot s'ha de procurar prolongar la vida del major nombre possible de construccions històriques, amb senzills treballs de consolidació i manteniment. No hi ha dret que s'emprin sumes considerables de diners tot referen uns quants monuments [...], en tant que cauen en ruïna per abandó gran nombre de valuoses construccions. | » |
| — Martorell, Jeroni, Patrimonio artístico nacional | |   |

Aquest pensament irradia en cada una de les restauracions dutes a terme durant els segles xix i xx en mans de Jeroni Martorell, com en el cas de les restauracions del conjunt de Sant Pere de Terrassa (1915-1939), ja iniciat anteriorment per Josep Puig i Cadafalch, mostra un clar contacte amb els corrents europeus del món de la restauració, sobretot amb Ruskin, Boito i Giovannoni perquè les subvencions que va rebre les va destinar a un manteniment de l'espai i a la consolidació del conjunt, però també, va fer estudis d'art i estudis documentals a través de plànols i reportatges fotogràfics. La gran particularitat, però, fou que aquests contactes europeus van acompanyar al llarg dels trenta-set anys que va estar al capdavant del SCCM. De Camillo Boito, per exemple, va agafar la idea de donar utilitat a l'edifici, convertit en un document històric per al poble de Catalunya i que s'ha de restaurar amb una mínima intervenció.
Martorell, va restaurar edificis històrics, emblemes del patrimoni (sobretot català) i ho endinsava en l'actualitat, compaginant l'ús, la conservació i la història del monument. Aquest fet no era aïllat, perquè tenia una base científicia i documentada que completava a través de recerques arquitectòniques i documents artístics que permitien formar uns criteris d'avaluació. S'endinsava en l'arquitectura a través dels estudis de les obres, i seguidament consolidant-los i restaurant-los. En moltes ocasions va lluitar aferrissadament i amb constància pel salvament d'alguns elements patrimonials que s'estaven veient afectats pels projectes urbanítics creats pels ajuntaments, com el cas de la Casa de la Seda, la Casa dels Velers, la Torre de Canet o el Portal de Centelles.
L'aportació de Jeroni Marotell ha estat essencial en el terreny de la història de l'art català. Podem destacar tres parts de les quals eren el pal de paller de les seves restauracions, una primera relacionada amb la teoria i la crítica sobre l'urbanisme contemporani al seu temps; una segona, que tindria relació amb la primera dimensió, relacionada amb la formació d'un inventari que englobaria no només la part artística sinó també la part històrica, ja que afirmava que la millor manera de salvaguardar el patrimoni artístic d'un territori era a través de la divulgació als ciutadans sobre la seva pròpia cultura; i per acabar, un estudi dels estils històrics que s'haurien d'aplicar en la restauració, tant de l'arquitectura com de l'escultura.
En tots aquests pensaments de Jeroni Martorell veiem el seu contacte amb el pensament noucentista, una renovació dels intel·lectuals basat en les creences de la raó, l'ordre o la claredat i, per tant, allunyant-se del seu passat més proper, el modernisme, el qual trencava amb les normes establertes. El seu pensament positivista i el seu contacte amb el noucentisme el van ajudar a formar part d'algunes de les institucions que hem anat destacant al llarg del text.
El que és rellevant en el director del SCCM és que va intervenir en més de 216 monuments al llarg dels 37 anys al capdavant del Servei i va elaborar 49.000 fitxes de catàleg, i en tots els casos ha estat capaç de mesclar una actuació de caràcter tècnic i documental juntament amb la sensibilitat i pragmatisme que volia mostrar, no només en les obres, sinó també alhora de transmetre-ho als ciutadans.

## Restauracions
| Nom                                                                            | Anys de restauració                                              | Localitzacions                                   | Restauracions | Fotografia/Imatge |
| ------------------------------------------------------------------------------ | ---------------------------------------------------------------- | ------------------------------------------------ | --- | ----------------- |
| Arc de Berà                                                                    | 1936                                                             | Roda de Berà, Tarragona                          | El 19 de juliol del 1936 uns incontrolats van provocar una explosió amb dinamita en el camí que traspassava l'arc de Berà per evitar la circulació de les tropes rebels entre Barcelona i Tarragona durant la Guerra Civil. Aquesta explosió causà un grans desperfectes als pilars de l'arc. Ventura Gassol, el conseller de Cultura de la Generalitat en aquell moment, va ordenar que l'arc fos reconstruït de manera immediata. Per facilitar-ne la restauració, va comprar els terrenys annexos per formar una carretera en forma ovalada que flanquejava el monument, fent que el trànsit no hi passés per sota. Aquest fet va permetre, juntament amb la reconstrucció, la salvaguarda íntegra del monument. Jeroni Martorell, al capdavant d'aquesta reconstrucció, va retornar al lloc d'origen algunes pedres i carreus que havien sobreviscut a l'explosió en la base dels pilars, però altres varen haver de ser substituïts. A través de la col·locació d'aquests carreus es va tornar l'estabilitat de l'obra la qual es va netejar de les restes de l'explosió. |                   |
| Banys àrabs                                                                    | 1930 - 1933                                                      | Girona                                           | Jeroni Martorell, juntament amb els arquitectes Rafael Masó i Emili Blanch, van redactar el primer el primer projecte de restauració d'aquests banys on la restauració d'anastilosi era present en cada un dels procediments. Durant els primers anys del segle xx, el banys estaven en mans de les monges caputxines que utilitzaven aquest espai com a dependències del convent. Però tot canvia quan el 1929 les monges van cedir l'espai perquè fos restaurat. Un cop es va tenir aquest espai en mans de la Diputació de Girona, es va començar a fer un estudi arquitectònic i arqueològic que va comportar la descoberta de columnes, capitells i conductes d'aigua que especificaven que era una construcció del segle xii. Això va permetre rebatre les idees d'alguns experts que afirmaven que els banys eren una construcció cristiana del segle xiii. Fou el 1930 quan es van començar les obres de rehabilitació de l'espai, començant per l'entrada dels banys, desfent-se dels afegits del templet, seguidament es van netejar les columnes de la paret i de la volta que sustentaven. Es va reconstruir l'hipocaust i es va rebaixar l'altura de la coberta la qual cosa va permetre deixar a la vista l'arqueria del templet. Finalment les voltes de pedra van ser protegides per una capa de pintura impermeabilitzant que impossibilitava l'acció de la humitat de l'aigua. Martorell era conscient que tots aquests passos de rehabilitació portarien a aconseguir, de nou, els banys àrabs primitius formats per l'apoditeri, el tepidari i el caldari, intentant recuperar aquells espais inutilitzats. |                   |
| Biblioteca Torras i Bages, Antiga casa de Cal Gomà                             | Primera restauració 1936 - 1943                                  | Vilafranca del Penedès, Barcelona                | La casa Cal Gomà, avui dia convertida en la Biblioteca de Torras i Bages a través d'una donació de la familia Torras i Bages i arran de la Guerra Civil Espanyola es va traslladar la Biblioteca de la ciutat de Vilafranca a aquest lloc. És una arquitectura civil formada per una planta baixa, una superior i les golfes culminat per una gran façana amb tres balconades i una galeria de arcs rebaixats. A través de la porta principal s'accedeix a un pati central que conté una via d'accés a la primera planta. Aquest plantejament, però, s'havia d'adaptar a la nova funció i adequar un espai per a la salvaguarda i consulta dels llibres. Un cop finalitzada la Guerra, Jeroni Martorell va fer un projecte tenint en compte aquest pensament d'adaptació de l'espai, però a causa de problemes econòmics i els desagradables resultats del conflicte bèl·lic espanyol, es va haver de posposar fins al 1943. En mans del director del Servei de Conservació i Catalogació de Monuments es van començar a realitzar les obres en la part interior. Es va enderrocar envans i es van fer obertures per aconseguir un espai més diàfan. Això va estar unit a la consolidació del sostre, es va consolidar a més, el revestiment de les sales per adequar l'entrada a l'espai. Es va adequar l'espai afegint sanitaris, instal·lacions elèctriques i calefactores i enguixant i pintant les parets. Paral·lelament es van descobrir en la planta baixa diversos arcs apuntants de pedra que es van restaurar i consolidar, un portal adovellat en la planta baixa i en el primer pis un finestral gòtic flanquejat per dues columnes. Però Jeroni Martorell no va, només, actuar a nivell monumental, sinó també va fer aportacions en el mobiliari de la biblioteca, la façana i altres elements dins de la biblioteca com la il·luminació. I tres anys més tard la biblioteca va començar obrir les portes. La segona intervenció fou en mans de Camil Pallàs, a causa dels problemes de l'estructura arquitectònica del monument. |                   |
| Cases dels Canonges                                                            | 1927 - 1930                                                      | Barcelona                                        | Les Cases dels Canonges de Barcelona fou una de les obres de restauració i consolidació de major envergadura de l'arquitecte Jeroni Martorell, no només per la restauració física de l'edifici, sinó perquè va dotar a tot el monument d'una nova utilitat, ja que entre 1929 i 1960 l'edifici es va convertir en la seu de Servei de Catalogació i Conservació de Monuments. Aquesta casa era un conjunt de cases del segle xiv i XVI situades al darrere de la catedral de Barcelona. Les obres van començar arran de la presa de dades i de la formació de plànols amb testimonis fotogràfics. Seguidament es va utilitzar la premsa com a eina de coneixement dels habitants, ja que el director del SCCM considerava que el ciutadà no habia d'estar aliè als emblemes de la ciutat que formaven el seu propi patrimoni. Un cop endinsat dins del projecte, Martorell va restaurar les cases mantenint el seu caràcter primitiu, sobretot en les façanes, tot i aportant elements arquitectònics d'altres edificis contemporànis a aquests i que havien estat enderrocats amb anterioritat. En l'interior, es van dur obres de reforma per condicionament de l'espai, com sostres i paviment i s'afegi una nova il·luminació. Jeroni Martorell havia aconseguit, amb aquest edifici, crear un nou espai contemporani basant-se en una construcció renaixentista. |                   |
| Casa Granell                                                                   | 1915                                                             | Cervera, Lleida                                  | L'edifici renaixentista, anomenat Casa Granell era propietat privada d'un senyor del municipi de lleidatà de Cervera, el qual va demanar la restauració d'aquest monument al SCCM. L'edifici, situat al bell mig del carrer major, tenia un avançat estat de ruïna i necessitava una rehabilitació urgent. Martorell va redactar un informe afegint un plànol de la façana i un altre plànol de les plantes on es mostrava aquells elements que havien d'estar presents en el projecte de reconstitució, aquests eren: una redistribuició de portes i de finestres formades per arcs de mig punt, la qual cosa va permetre recuperar la galeria del pis superior i la façana principal, fent-hi una neteja. |                   |
| Casa dels Velers                                                               | 1928 - 1932                                                      | Barcelona                                        | Arran del projecte Baixeras de Reforma Interior de Barcelona format l'any 1881 permetia l'obertura de la Via Laietana per tant, comportava la destrucció de moltes de les cases senyorials com era el Col·legi de l'Art Major de la Seda o del Gremi dels Velers. A partir d'aquí esclatar una gran polèmica, ja que havia molts defensors de conservar aquests referents de la cultura catalana. Martorell, com era d'esperar, va utilitzar l'arma que per ell era més poderosa, la premsa, i va lluitar per declarar el monument arquitectònic artístic i argumentava la innecessària eliminació. Al 1917 va tornar a publicar a la prensa el primer projecte que havia fer el Servei de Catalogació i Conservació de Monuments sobre la façana de la Casa dels Velers que mantenia els ideals autòctons. Dos anys més tard, es va declarar monument gràcies al Ministeri d'Instrucció Pública i Belles Arts fet que va resoldre el conflicte de l'enderrocament, doncs ara era un fet irrevocable. Després d'aquest esdeveniment, Martorell va redactar un segon projecte en què es volia enderrocar el cos lateral de l'edifici perquè no permetia l'ampliació del carrer annex. La gran particularitat dels projectes que va redactar Martorell en aquest cas fou que per primera vegada parlava de "restaurar" i no de consolidar com ho havia estat fent fins ara. Al 1930 es confirmava que perfí la Casa dels Velers es lliurava de l'enderroc i començaven les seves obres de restauració dels murs, cobertes i façana. |                   |
| Capella del Sant Crist de l'Església de Santa Maria del Castell de Mediona     | 1941                                                             | Mediona, Alt Penedès, Barcelona                  | Com molts edificis catalans, la capella de Sant Crist va patir la furia de la Guerra Civil, cremat l'any 1936. Al 1941 l'alcalde de la població de Mediona volia obrir l'església al culte i, per tant, va demanar ajuda al SCCM. El servei va consolidar els murs i els arcs formers de la nau, les voltes de l'absis i es van netejar l'espai. També es va reparar l'accés al cor i la volta d'aquesta i es va haver de reconstruir la taula de l'altar major, construint, a més, una trona de pedra just al costat del presbiteri. També es va fer una reproducció, el més fidel possible, de l'antiga escultura de Sant Crist situat a l'altar i finalment es va netejar l'entorn de vegetació. La gran particularitat de l'obra fou que tot el mobiliari interior, com els bancs o la barana de fusta de l'escala, estava dissenyat pel mateix Jeroni Martorell. |                   |
| Castell-Cartoixa de Vallparadís                                                | 1944 - 1950                                                      | Terrassa, Barcelona                              | Per salvar aquest castell es necessitava d'una restauració urgent. Jeroni Martorell va lluitar perquè el monument fos declarat Monument Històric-Artístic Nacional, cosa que va succeir l'any 1944, i és poguessin començar les obres amb gran rapidesa. També va demanar ajut a la Diputació de Barcelona i facilitar, així, l'acció de reconstrucció que tenia el SCCM. Aquell mateix any varen començar les obres de consolidació en les dependències de la planta baixa i es van restaurar tots els elements que sustentaven l'estructura. A la sala gòtica, una de les més importants, es va destapiar l'arc enderrocant en mur interior, es va refer el sostre de la construcció i es va pavimentar l'interior de la sala que es trobava en estat lamentable. Les obres seguien en procés fins al 1951 quan van quedar interrompudes per la mort de l'arquitecte. |                   |
| castell de Bellcaire                                                           | 1923 - 1924                                                      | Bellcaire d'Empordà, Girona                      | L'any 1916 es va iniciar una lluita per a conservar el castell medieval del segle xiv. Tot començà quan Martorell s'adonà que l'Ajuntament volia vendre els finestrals gòtics que permetien l'entrada de llum al castell. Per això, el Servei va lluitar per impedir aquesta compra-venda i es va redactar un projecte de restauració que permetia, a més, la reutilització d'alguns materials per algunes escoles públiques i de la Casa Consistorial de la mateixa població. Aprofitant la ben entesa, el director va intentar declarar el monument. l'any 1923 es van iniciar les obres i en menys d'un any ja s'havien enllestit. |                   |
| Castell de la Geltrú                                                           | 1918 - 1920                                                      | Vilanova i la Geltrú, Garraf, Barcelona          | El castell, anomenada com Casa Senyorial, és una construcció feta entre els segles XII- XV. Tot començà l'any 1915 quan es fa un projecte per enderrocar el castell i les edificacions veïnes i construir-hi una plaça que donés una major visualització a l'església de la Geltrú. L'estat del castell, com bé informa l'Institut d'Estudis Catalans, era ruïnós ja que només quedava la base de la torre circular i una sèrie d'estances a l'entorn d'una pati. També hi havia testimoni d'un portal romànic i arcades gòtiques. Jeroni Martorell essent el director del Servei de Catalogació i Conservació de Monuments va estudiar el cas del castell tenint en compte la cronologia i les diferents etapes de l'edifici. Fou aquí quan va ser conscient que l'edifici no tenia un gran importància artística, però si simbòlica per al poble de Vilanova i la Geltrú. L'ajuntament va adquirir la construcció, a més de dues cases en estat de ruïna annexes a aquest. Seguidament, es va fer un projecte de restauració a través del pressupost de la Junta de Museus a canvi de la cessió de la col·lecció de Rajoles valencianes i catalanes que tenia en el seu poder Josep Font i Gumà, el que va codirigir les obres de restauració. L'arquitecte va fer un projecte en què va conservar la crugia de l'edifici i enderrocaria altres cases annexes al castell dotant, així, d'un nou nucli social a la ciutat. Quatre anys més tard de la creació del projecte, es van enderrocar les cases annexes i va deixar a la vista la façana nord-oest de la construcció, la qual es va reconstruir, com afirma Raquel Lacuesta uns quatre metres cap a l'exterior i alineada amb la paret interior del pati. Contenia, a més, un gran arc apuntat a la planta baixa tancat per una reixa de ferro i finestrals gòtics calats. Perquè aquest projecte de restauració fos visible, l'arquitecte Martorell, després d'haver enderrocat les cases laterals de la fortalesa, va construir una plaça alçada amb una escalinata de pedra que permetés l'accés a aquesta, deixant-ho obert amb arcs apuntats per integrar-ho en la trama urbana. En l'interior hi havia les restes d'una torre rodona que on s'hi conservaven tres pisos i unes corrioles de bronze que permetien el lliscament de les cadenes que movien el pont llevadís, la qual es va desmuntar totalment per a deixar un pati interior lliure. Per aconseguir tot aquest projecte l'arquitecte va rendre models d'altres castells com Riner, Peratallada o Vulpellac que van permetre, a més, datar el castell de la Geltrú. |                   |
| Catedral de la Seu d'Urgell                                                    | 1925 - 1926                                                      | Seu d'Urgell, Lleida                             | Per dur a terme les obres d'aquesta catedral, Jeroni Martorell es va documentar en base les propostes escrites amb anterioritat per Puig i Cadafalch. Les obres de la catedral de la Seu d'Urgell es van dur a terme gràcies als recursos econòmics de l'ajuntament d'aquesta població. Amb aquest ajut es va poder reparar la galeria superior de l'absis que estava formada per arcs de mig punt i que, anteriorment, estava tapiat per un mur de maçoneria altament afectat per la humitat que lliscava per la coberta i que provocava esquerdes. Es va fer uns treballs de consolidació en aquesta coberta i es van reconstruir la volta de l'absis, es va enderrocar el mur i això va permetre l'obertura de la galeria romànica de la catedral. |                   |
| Claustre del convent de Sant Agustí                                            | 1921                                                             | Torroella de Montgrí, Baix Empordà, Girona       | L'Ajuntament de Torroella de Montgrí va seguir amb la tradició de enderrocar aquells edificis inutilitzats per la societat per a construir en aquell mateix solar altres edificis funcionals, com en aquest cas, escoles. Es va decidir enderrocar el conjunt eclesiàstic del segle xvii pel SCCM va intervenir donant una solució: la reforma del monestir podrià fer que es transformés aquest espai en una escola s'hi es feien les instal·lacions pertinents. L'any 1921, es va començar amb la construcció del projecte en el qual es van fer adaptacions tècniques i físiques en l'espai perquè el recinte integrés la nova escola proposada per l'ajuntament. |                   |
| Conjunt monumental d'Olèrdola: Església de Sant Miquel i Museu-Casa del Guarda | 1926 - 1928                                                      | Olèrdola, Alt Penedès, Barcelona                 | El conjunt monumental d'Olèrdola està format per una muralla, una església, sitges i museu. L'església, dedicada a Sant Miquel està formada per dos parts, una preromànica i una segona del segle xii, format per un petit espai d'una sola nau i un absis quadrangular. Ja a principis del segle xx, Josep Puig i Cadafalch va començar a donar importància aquest conjunt romànic, el qual més tard va ser objecte d'estudi per l'historiador Manuel Gómez-Moreno. Les obres van començar amb la consolidació i neteja dels murs de l'església i refent les cobertes, sobretot de l'absis, amb formigó i lloses de pedra. Es va reparar el cimbori i la coberta de la nau, es va eliminar el cementiri que estava adossat a l'església i finalment es va destapiar una finestra situada damunt del portal. També, com a fet rellevant en quasi totes les obres de restauració de Jeroni Martorell, és l'atenció que rebia l'entorn del monument. En aquest exemple, es va anivellar les terres del conjunt i es va extreure les restes de vegetació que dificultaven l'estabilitat i la visió del monument. L'any 1928, Jeroni Martorell va donar pautes perquè l'edifici tornés a tenir utilitat obrint-ho al culte. Per això, va proposar que la pròpia Diputació de Barcelona continués amb la consolidació de l'interior de l'església i en fes un espai acollidor per als fidels de la religió catòlica. Tot i que aquest era un projecte creat per Martorell, no es va dur a terme per problemes econòmics agreujat, a més, per l'esclat de la Guerra Civil, on l'església va estar saquejada i quedà mig destruïda. |                   |
| Conjunt monumental de Sant Pere de Terrassa                                    | 1915 - 1939                                                      | Terrassa, Barcelona                              | El conjunt monumental està situat al Barri de Sant Pere de la ciutat de Terrassa i s'uneix a la ciutat a través d'un pont del segle xvii Està format per tres esglésies, la primera Sant Pere, Sant Maria la segona i per acabar, el Baptisteri conegut com Sant Miquel. Aquesta restauració fou, com comenta Raquel Lacuesta, la primera actuació del Servei de Catalogació i Conservació de Monuments en mans de Josep Puig i Cadafalch i Jeroni Martorell. El treball fou iniciat a través d'una excavació arqueològica l'any 1915 que va consistir en una restauració de les tres esglésies i els retaules que formen el complex religiós de Terrassa. Les obres van començar en l'església de Santa Maria, desmuntant els nínxols que estaven adossats al mur nord.. La gran particularitat de Jeroni Martorell en aquesta restauració va ser que va destinar part de la subvenció que havia rebut per a restaurar el conjunt a la consolidació del mosaic de l'església de Santa Maria a la construcció d'uns contraforts necessaris per a l'estabilitat d'aquesta mateixa església. Les obres van seguir en el Baptisteri de Sant Miquel, on es va restaurar la piscina baptismal i es va reunificar el presbiteri, per això, es va rebaixar les terres de l'entorn de l'església i va permetre obrir unes finestres en la cripta. Finalment, al 1939, es va seguir els treballs en l'última església que dona el nom a tot el conjunt de Terrassa, i en la qual Martorell, convertit en arquitecte principal dels treballs de restauració, va començar amb les obres de reparació i neteja. Finalment al 1939 es va seguir amb l'última església i que dona nom al conjunt on Martorell fou convertit en l'arquitecte per a les obres de reparació i neteja. |                   |
| Ermita de Sant Simó de Mataró                                                  | 1951                                                             | Mataró, Barcelona                                | Aquest element religiós del segle xvi està formada per una sola nau amb un absis rectangular, però havia arribat en mal estat. És per això, que l'Ajuntament de Mataró es va posar en contacte amb el SCCM de la Diputació de Barcelona per a restaurar, no només l'ermita, sinó també l'entorn d'aquest, repintar la façana, reformar l'altar major i enllosar l'interior. Just en el moment que les obres de restauració havien començat, Jeroni Martorell va morir deixant com a director de les obres a Camil Pallàs. |                   |
| Església de Santa Maria i Sant Nicolau de Calella                              | 1940 - 1947                                                      | Calella, Maresme, Barcelona                      | Aquesta església, construïda al damunt d'una església anterior, és d'estil neoclàssic i fou reedificada i ampliada entre mitjans i finals del segle xviii. Com la majoria d'esglésies catalanes, durant el període de la Guerra Civil, els elements monumentals eclesiàstics es van veure afectats i van patir grans destrosses. Els murs de les naus, les voltes, la cornisa i l'absis van ser enderrocats,i a més, es va enfonsar el campanar. L'interior no va quedar indemne d'aquest atac i els basaments dels pilars, portes, finestres entre altres elements constructius, van patir la mateixa sort que la part exterior de l'església. Per tant, aquest complex necessitava una recuperació urgent i gràcies a les subvencions de la Junta Nacional de Reconstrucción de Templos Parroquiales de Regiones Devastadas del Ministeri de Governació i als donatius i préstecs de la Caixa de Pensions, es va començar el projecte de reconstrucció d'aquesta església parroquial en mans de Jeroni Martorell del 1940 fins al 1950. En aquests deu anys es poden destacar diferents etapes, classificades per les aturades per problemes econòmics. Per començar es va intentar refer les voltes amb solera sobre arts de totxanes. Per a refer la façana principal, el campanar i els sòcols interiors es va utilitzar carreus de pedra. Els entaulaments de la part interior es van reconstruir amb totxana i per arrancar la part de la cúpula es va utilitzar el formigó armat. La coberta es va fer de teula àrab sobre solera de rajola borda. Es van construir les baranes del trifori i el cor amb formigó. Els murs interiors ens van arrebossar i estucar i les biguetes de la coberta i les armadures de la cúpula es van fer amb ferro laminat. Al 1947 l'únic que quedava era reconstruir una de les parts més essencials dins de l'església com era el creuer i l'absis. Amb aquesta descripció s'aprecia com Martorell va voler seguir els cànons marcats per l'arquitectura anterior d'estil barroca-neoclàssica, però, degut al pressupost i la poca facilitat d'aconseguir els materials utilitzats en aquella època, es va recórrer a la utilització de formigó armat i ferro, és a dir, d'elements de construcció contemporanis i moderns. Jeroni Martorell, a més de formar part de la reconstrucció arquitectònica, també va realitzar els projectes per a la decoració i elements litúrgics de l'interior, tot i que no es va dur a terme per les discrepàncies amb la Junta de les obres.                                                                         |                   |
| Església de Lledó                                                              | 1915 - 1916                                                      | Lledó d'Algars, Terol                            | L'església romànica el segle xiii estava situada a la gran plaça de la població, El que l'Ajuntament proposava era anivellar la plaça però això va portar a una desestabilització de la façana. Jeroni Martorell va haver de cercar una solució i ho va fer a través de la retirada d'alguns esglaons de l'atri cap a la portada. Si més no, i ja incerits en la millora de l'edifici, es va destinar una petita part de les subvencions a la millora de la teulada. |                   |
| Església Parroquial de Santa Maria                                             | Primera intervenció: 1935 - 1936 Segona intervenció: 1939        | Vilafranca del Penedès, Barcelona                | El dia 6 d'octubre del 1934 es va produir un incendi en l'església de Santa Maria de Vilafranca que va afectar l'estructura interior del monument, sobretot en les claus de volta i les columnes. El mobiliari va quedar desfet en cendres i la cripta es va destruir. Jeroni Martorell va escriure un informe per a considerar l'església dins del registre patrimonial històric i científic de Catalunya i així començar amb els primers treballs de restauració. Aquests varen ser l'enderrocament dels elements constructius com arcs, columnes, voltes i arestes que estaven a punt de derruir-se i seguidament es van refer, reforçant els arcs apuntats amb ciment. Amb l'esclat de la guerra, les obres es van paralitzar i no van ser continuades fins al 1939. En aquest any, la direcció de les obres es va dividir entre Jeroni Martorell i Josep Brugal els quals van finalitzar els treballs en l'absis, van pavimentar l'església i van recomposar les vidrieres i els elements mobiliaris com els altars de la capella o de l'altar major que havien quedat destrossats durant l'incendi. |                   |
| Església parroquial de Santa Maria de Mura                                     | Primera intervenció 1915 - 1920 Segona intervenció 1940 - 1945   | Mura, Bages, Barcelona                           | En aquest cas, l'església va patir diverses intervencions del SCCM. En la primera intervenció es va suprimir i eliminar el pòrtic que amagava la porta central i es va afegir un pòrtic nou i interior deixant a la vista la portalada. Durant la Guerra Civil, l'església va patir un incendi que va provocar la destrucció dels murs de l'absis i de l'altar major. El rector de l'església durant aquest període, Mossen Ramon Camprubi, un cop passat el efusisme de la guerra, va voler restaurar els desastres causats pel foc i va demanar ajuda a la Diputació de Barcelona. El SCCM torna a ser partícip d'una segona restauració en l'església. Després d'extreure les restes cremades de l'altar barroc, va aparèixer una escultura romànica que era important conservar. A més es van reparar i netejar els paraments de l'altar, es van consolidar els murs de la parròquia i es va construir un nou altar de pedra. |                   |
| Església de Sant Joan                                                          | Primera intervenció: 1926 - 1929Segona intervenció: 1940         | Vilafranca del Penedès, Alt Penedès, Barcelona   | L'alcalde de Vilafranca del Penedès tenia l'objectiu de restaurar l'església de la localitat, però no disposava de diners, així que demanà ajuda a la Diputació de Barcelona. Al 1927 van començar les obres seguint els patrons marcats per les altres restauracions, és a dir, la neteja i la consolidació dels paraments de l'església, com també la volta de l'absis. Es va refer la coberta i es va modificar l'altar major per un nou dissenyat pel mateix director del SCCM. En l'exterior, les obres de restauració també van tenir un paper important i es van fer una sèrie de canvis, com la substitució del campanar de forma octogonal i de grans dimensions amb finestres trilobulades i es va anul·lar el campanar d'espadanya. Seguidament, es va finalitzar el treball de consolidació amb la neteja dels paraments exteriors i adherint noves portes a la façana. Durant la guerra l'església va patir alguns desperfectes dels quals es va fer càrrec al 1940 el mateix Jeroni Martorell. Aquests treballs van ser mínims, com la consolidació dels vitralls de les finestres. |                   |
| Església de Sant Pere de Camprodon                                             | 1931 - 1935                                                      | Camprodon, Ripollès, Girona                      | L'església fou abandonada al 1835 després de la desamortització de Mendizabal i, per tant, el seu estat era bastant ruïnós. La Comissió de Monuments de Girona va començar una petita restauració, ja que no podia dur a terme un projecte amb molt pressupost l'any 1896. No fou fins a l'any 1931 quan començar un major treball de restauració en mans de Martorell el qual va començar a dirigir les obres de consolidació del monument amb la construcció de cobertes de teules, enfortint el campanar i reparant la coberta i la cornisa. Es neteja, a més, la vegetació i es replenen els murs, tant a l'interior com a l'exterior de l'edifici. La façana també va tenir protagonisme amb obres de reparació i finalment es va pavimentar l'interior de la nau, del creuer i de l'absis. La gran particularitat d'aquest projecte es que es va intentar evitar l'entrada d'humitat en l'arquitectura rebaixant el terreny exterior i construint noves portes i finestres. |                   |
| Església de Sant Pere de Masquefa                                              | 1930 - 1931                                                      | Masquefa, Anoia, Barcelona                       | Amb la construcció d'una nova església al poble de Masquefa, l'antiga església romànica de la localitat s'anava oblidant i deteriorant. Per exemple, els altars havien estat arrencats, el campanar no tenia coberta i hi havia degoters en tot l'edifici. Jeroni Martorell no va voler abandonar l'edifici al pas del temps i el va voler restaurar conjuntament amb la Diputació de Barcelona. Es va fer una nova coberta de teula àrab de quatre aigües al campanar, es van enderrocar el grup de nínxols i es va separar l'església del cementiri a través d'una reixa de ferro creada pel mateix Martorell. Les cobertes de la nau es van reconstruir, igual que les de l'absis i es va consolidar la façana nord de l'edifici substituint les dovelles i els carreus afectats per la humitat.. A nivell interior es van tornar a refer els altars i en l'altar major es va ficar un de pedra també obra de Jeroni Martorell. Es va consolidar l'intradós de l'arc de la capella que dona accés al campanar i finalment es va consolidar l'entorn de l'edifici fent-li una neteja i afegint vegetació, en aquest cas de xiprers. |                   |
| Església de Sant Pere de Montgrony                                             | 1915                                                             | Gombrèn, Ripollès, Girona                        | El SCCM va avalar al 1915 la creació d'una Junta que ajudes a reparar la coberta de pedra de l'església. La Mancomunitat es va fer càrrec de les despesses. Aquesta restauració va ser molt precisa i mínima, només es va reparar la coberta de l'edifici. |                   |
| Església de Santa Maria de Castellfollit                                       | 1932 - 1944                                                      | Castellfollit de Riubregós, Barcelona            | L'església romànica del segle xi està formada per una planta de creu llatina i un absis rectangular unit a uns edificis annexos construïts pel priorat del segle xii. Al 1932 es van fer les primeres obres de restitució de l'església a través dels Amics de l'Art Vell, ja que l'edifici havia arribat als nostres dies en mal estat. No obstant, al 1935 es va seguir amb aquest canvi físic de l'església, el qual va incloure un informe amb plànols i que es va afegir al catàleg del Patrimoni Històric, Artístic i Científic de Catalunya. Al 1943 es va ensorrar una part de la coberta, però era imminent el desprendiment de tota la sobrecoberta. Fou aquí quan la Diputació de Barcelona va entrar en acció. A través de la seva ajuda econòmica es va poder consolidar tota la coberta de l'església i es van netejar els murs interiors. |                   |
| Església de Santa Maria de Barberà                                             | Primera intervenció: 1919 - 1936 Segona intervenció: 1944 - 1948 | Barberà del Vallès, Vallès Occidental, Barcelona | L'església de Santa Maria de Barberà necessitava d'un gran procés de restauració després de la descoberta de decoració mural en mans de la entitat del Museu Diocesà de la ciutat de Barcelona. Aquesta pintura estava datada de finals del segle xii i principis del segle xiii), per tant, necessitava d'uns tràmits i d'una unió de associacions per dur a terme aquest treball. A través de la unió d'entitats artístiques i documentals de Sabadell, el Museu Diocesà de Barcelona, el Servei de Catalogació i Conservació de Monuments a més de la Junta de Museus es van començar les obres al 1919. Amb l'esclat de la Guerra Civil l'any 1936, les obres van estar interrompudes fins al 1944. En tot aquest procés, Jeroni Martorell va tenir un paper preponderant, ja que ell era el director del SCCM. Al 1929 va escriure un informe on hi mostrava els desperfectes de l'església, com l'absis central, la coberta, els murs de l'interior de la nau i la coberta del campanar. Ajudat d'aquesta investigació, un any més tard, va mostrar aquesta ressenya al director de la Diputació el qual va recolzar una proposta de restauració que havia de ser immediata. Però, si més no, Martorell va fer un treball exemplar ja que aquest document representava un projecte de restauració, defensant la figura de pintors catalans i demanant al mateix sistema de govern barceloní perquè sol·licités la presència de gent especialitzada en el sector de la restauració pictòrica, i a més, estigués format en àmbit europeu. La resposta arriba deu anys més tard, l'any 1948, en mans del Servicio de Defensa del Patrimonio Artístico Nacional de la Dirección General de Bellas Artes, el qual no només es va fer càrrec de les despeses de la restauració sinó que també va formar-hi part. Varen arrencar les pintures murals de l'absis de la nau central i es van col·locar sobre plafons. El més segur es que Martorell, com a coneixedor i defensor d'aquesta causa, a més del contacte directe que tenia amb diversos arquitectes reconeguts del territori nacional, va formar-hi part en primera persona. |                   |
| Església de Santa Maria de Cervelló                                            | Primera intervenció: 1922 Segona intervenció: 1944 - 1946        | Cervelló, Baix Llobregat, Barcelona              | Es un edifici d'una sola nau, amb un absis semicircular i dues capelles laterals. En aquest cas, el que es va fer és una neteja de la vegetació, es va reparar la coberta de l'església i les parets de l'absis. Per donar lluminositat a l'edifici, es van destapiar les finestres del cimbori i les del absis. Martorell seguia amb la idea de fer una mínima intervenció a per a mantenir l'obra. Al 1944 es va reconstruir la part de la coberta, el cimbori i el campanar, es van rellenar els forats que s'havien format en les parets de l'església per la humitat i que podien fer perillar l'estabilitat de l'edifici i, finalment, es va consolidar el parament interior. |                   |
| Església de Santa Maria de l'Estany                                            | 1946 - 1951                                                      | L'Estany, Moianès                                | Aquesta arquitectura religiosa estava formada per una sola nau, amb un creuer i tres absis. Damunt del creuer s'aixecava un cimbori amb campanar. Aquest recinte religiós també contenia un claustre de planta quadrada amb galeries porticades. Les restauracions en aquest recinte varen començar arran de la proposició del rector de l'església Santa Maria de l'Estany que va demanar a la Diputació de Barcelona una actuació per a millorar la condició de la coberta del claustre. L'any 1946, i gràcies a la participació activa de Jeroni Martorell, es va redactar un informe on s'hi mostrava la necessitat d'actuar en el claustre i extreure la cisterna que estava perjudicant la permanència i estabilitat del monument. Això es va dur a terme un any després, reparant, a més, la base de les columnes i els arcs, recuperant, així, el nivell primitiu de la composició monumental. Les obres van continuar fins a l'any 1950 que mentre es pintava l'edifici, es pavimentaven els espais interiors, però, tot canvia al 1951 quan va morir Jeroni Martorell ja que encara faltava la consolidació del pis superior, la restauració de les cobertes i la col·locació de la canalització. Aquestes obres van ser concluides per Camil Pallàs al 1980. |                   |
| Església de Santa Maria de Marquet o de Matadars                               | 1934                                                             | Mura, Bages, Barcelona                           | Al 1835, amb la desamortització dels béns eclasiàstics, l'església passà a ser propietat privada. L'any 1934 el SCCM juntament amb el propietari Pere Calsina van començar amb la restauració de l'edifici. Es va netejar l'arquitectura, sobretot de la vegetació que havia estat present en tot l'entorn. es van construir cobertes noves tant en l'absis com en la capella, el creuer i en la nau i es va consolidar l'accés al creuer. |                   |
| Església de Sant Pere de Valldaneu                                             | 1950                                                             | Valldaneu, Osona, Barcelona                      | Es una església d'una sola nau amb una volta central i dos naus afegides posteriorment. Com a conseqüència dels fets revolucionaris de la Guerra Civil al 1936, l'església es va veure afectada i destruïda. A través de l'Associació d'Excursionistes de Catalunya van tenir la intenció de restaurar-la per dedicar l'espai de nou al culte de Sant Bernat Menthon, patró dels excursionistes. Les obres foren de consolidació i reparació de l'edifici dirigides per Martorell amb la companyia del constructor Rosendo Matas. Els treballs van començar pel parament del campanar i de l'església i per les cobertes. Seguidament es va reparar l'altar i es va col·locar un nou joc de campana de fusta. Per tant, Martorell va seguir sent fidel als seus principis de consolidació i reparació dels monuments però conservant aquells elements que caracteritzaven artística i històricament l'edifici. |                   |
| Hospital de Santa Maria de Lleida                                              | 1932 - 1942                                                      |                                                  | L'antic Hospital Santa Maria de Lleida era una arquitectura civil del segle xv i XVI de la Diputació de Lleida. La restauració començà quant el Centre Excursionista de Lleida va demanar al Servei que evitès el enderroc de l'hospital. per tant, el director va redactar un dictament on avaluava el seu valor artístic i la seva utilització, defensant que la Mancomunitat podia fer-se càrrec d'aquest. A més, va començar els tràmits per a convertir el monument en declaració monumental per la Junta Superior d'Excavacions i Conservació de Monuments, el qual es va dur a terme l'any 1920. Al 1932 es van començar els treballs de restauració amb el recolzament de Francesc Macià, president de la Generalitat. Es van traslladar els malalts a un altre emplaçament, es va eliminar els cossos afegits i es va netejar, es va restaurar els edificis i s'hi va instal·lar una biblioteca i un petit museu. 10 anys més tard, l'hospital es va convertir en la seu de l'Institut d'Estudis Ilerdencs. |                   |
| Monestir de Pedralbes                                                          | 1920                                                             | Pedralbes, Barcelona                             | El monestir de Pedralbes també va ser testimoni d'una restauració en mans de Jeroni Martorell. Fou al 1920, quan es van iniciar les obres pel cap del SCCM, que era un gran coneixedor i defensor de l'arquitectura catalana. Ell va proposar fer un gran projecte d'investigació de la funcionalitat de l'edifici però seguint els corrents estilístics europeus d'aquells moments. El que va fer va ser dissenyar i construir plantes i alçats de les estances del monestir i es va reconstruir l'espai a través de la consolidació dels elements que permetien l'estabilitat del monument. |                   |
| Monestir de Poblet                                                             | 1921- 1940                                                       | Poblet, Tarragona                                | Al 1921, Jeroni Martorell com arquitecte general del Ministeri d'Instrucció Pública i membre del Patronat de Poblet, va intervenir en la reconstrucció del monestir d'aquest municipi. El que es va fer és una reconstrucció de la façana principal, que es trobava ensorrada, rehabilitant l'accés i restituint aquells elements esculturals que estaven sent afectats per l'ensorrament. També es va fer una adequació de l'espai, introduint la canalització d'aigua, recuperant dipòsits i facilitant, doncs, que al 1940 es retornés la vida monàstica als espais i passadissos del monestir. |                   |
| Monestir benedictí de Sant Feliu de Guíxols (porta ferrada)                    | 1930 - 1931                                                      | Sant Feliu de Guíxols, Girona                    | La restauració del monestir benedictí de Sant Feliu de Guíxols fou una actuació conjunta entre el SCCM i l'entitat d'Amics de l'Art Vell, ja que Jeroni Martorell va col·laborar com a representant de les dues institucions. La porta ferrada, en la qual recau el major treball de restauració, fou descoberta a través de les obres en l'espai urbà que precedia l'església. Estava formada per un porxo per dues galeries amb una sobreposició d'arcs de ferradura, els quals es van consolidar l'any 1930. Aquest mateix any van començar per desmuntar la construcció que no deixava veure el conjunt preromànic i per donar-li una visió global i correcta es van consolidar les parets i els elements mutilats. La façana també es va consolidar, sobretot en les bigues de l'interior. En la porta d'accés de l'església es va revestir amb plaques de ferro. |                   |
| Monestir de Sant Cugat del Vallès                                              | Primera intervenció 1930 - 1936 Segona intervenció 1939- 1943    | Sant Cugat del Vallès, Barcelona                 | El monestir benedictí de Sant Cugat del Vallès, a principis del segle xx es trobava en molt mal estat de conservació. Jeroni Martorell va lluitar per la reconstrucció de l'abadia, primer amb el IEC i després amb el SCCM. Primer es van fer unes excavacions dirigides per Servei d'Excavacions juntament amb el SCCM. Arran d'això es va observar que hi havia una desviació dels murs i de les columnes, ja que Martorell va afirmar que aquest mal estat provenia de l'acció de l'aigua que lliscava pels forats dels murs i les cobertes. Per solucionar aquest programa es van apuntalar els elements de sustentament. Es va seguir amb una consolidació del sòl del claustre, afegint una nova instal·lació de canalització d'aigua i una anivellació del terreny. Fou en aquest moment quan es van localitzar restes arquitectòniques en el subsol, un mur datat de la primera construcció preromànica. Les obres van continuar apuntalant la galeria principal, es van desmuntar i reparar les arqueries i les columnes, els alpits i els murs. Jordi Ambrós comenta que hi ha certs errors en la reconstrucció del monestir perquè comentava que Jeroni Martorell havia tingut problemes per a reinterpretar els elements originals del claustre i per tant, la reconstrucció no havia seguit fil per randa els seus orígens. Però em de tenir present que Martorell, per aquesta reconstrucció, va seguir la idea estructural projectada per Elies Rogent, el qual va fer la primera restauració del recinte. Tot i que la idea de Martorell era seguir amb les obres de restauració avançant cap a la zona nord del claustre, el projecte es va acabar amb l'arribada de la guerra. Al 1939 i un cop finalitzat el conflicte bèl·lic, el SCCM va voler tornar a donar utilitat al monument religiós. Es van seguir les treballs de restauració amb la consolidació del finestral gòtic situat en l'absis central restituint una vidriera nova. També es va construir un nou altar major i un nou en l'absis de l'evangeli. Seguidament, es va seguir les obres en les dependències del monestir refent les cobertes i destapiant els arcs dels pòrtic. Al 1943 es van culminar les obres consolidant el sostre de la casa de l'abat, així com construint una instal·lació elèctrica i fent una pintada general. En el claustre es va reparar el paviment i les bases de les columnes i en la sala capitular, es va consolidar la façana destapiant les finestres i col·locant les vidrieres.                                                                                      |                   |
| Monestir de Sant Llorenç del Munt                                              | 1945                                                             | Matadepera, Vallès Occidental, Barcelona         | Per mostrar les restauracions del monestir de Sant Llorenç del Munt cal remuntar-se al 1809 quan el monestir benedictí fou saquejat per les tropes franceses. Després d'aquest fet, el rector d'aquell moment, de Sant Llorenç Savall, va restaurar l'edifici donant-li la visió que ens va arribar al segle xx. Tot i que al 1931 el conjunt fou declarat com a monument patrimonial, al 1945 l'estat no era gaire positiu, ja que es trobava força alterat en les cobertes que permetien el pas de l'aigua a l'interior. El projecte que es va dur a terme fou reparar el sostre del conjunt i consolidar aquells elements que havien estat alterats per la humitat, com els arcs, les columnes i els murs. |                   |
| Monestir de Sant Pere de Rodes                                                 | 1931 - 1935                                                      | Girona                                           | El monestir de Sant Pere de Rodes, situat a la comarca de l'Alt Empordà, va patir també el pas del temps i dels fenòmens ambientals, que van perjudicar la fermesa del conjunt. Les obres van ser iniciades gràcies a l'ajut econòmic que va fer la Generalitat de Catalunya i l'Estat espanyol. Els treballs es van enfocar a la consolidació i a la protecció de tots aquells elements que perjudicaven la duració de l'edifici, com les columnes i la reconstrucció dels arcs, les cobertes, les voltes de les naus i els murs. Es va tenir principal atenció a les voltes del claustre de la galeria del refectori. Es va seguir amb les obres de neteja amb la cripta. Finalment, es va actuar en els arcs que separaven les naus. |                   |
| Monestir de Santes Creus                                                       | Primera intervenció: 1922 - 1937 Segona intervenció: 1950 - 1951 | Aiguamúrcia, Tarragona                           | Al 1922 es van començar les obres de restauració de l'abadia de Santes Creus del segle xvii. Els treballs van consistir en reparar les cobertes de les estances afectades a causa de la humitat, es van consolidar les columnes d'estil toscà i els arcs que aquests sustentaven i es van reparar els forjats. Després d'aquesta restauració s'inicià la Guerra Civil i al 1938 amb un atac franquista, el monestir va tornà a quedar danyat. Vers això, i tot i que el conflicte no estava finalitzat es va fer una restauració de l'infermeria, les habitacions i estances dels monjos. Es va coronar l'edifici amb arcs de mig punt i es van tornar a refer les cobertes per a protegir l'edifici amb fusta, rajola i teula. Finalment, entre el 1950 i 1951, es va enderrocar la sagristia nova per deixar al descobert els arcs apuntats de la sala capitular i es va restaurar la capella de la Santíssima Trinitat, sobretot en el finestral central de l'absis, la cornisa i la coberta. |                   |
| Monestir de Vallbona de les Monges                                             | 1922 - 1926                                                      | Vallbona de les Monges, Urgell, Lleida           | Els treballs del Monestir de Vallbona de les Monges van començar arran de l'estudi que es va fer al cimbori, el qual estava perdent estabilitat. Al 1916 Martorell va fer uns plànols del conjunt monàstic en el qual destacava aquells elements que s'havien de recomposar i consolidar. Aquest incloïa refer els finestrals trencats, consolidar les columnes i els arcs que formaven el claustre del monestir i reconstruir les teulades. Les obres varen ser iniciades al 1922 i es va afegir al projecte la reconstrucció del cimbori, on es van treure les sobrecàrregues que falsejaven l'estabilitat d'aquest element característic. Al 1926 es van concloure les obres amb la finalització del claustre i de les teulades de les estances del monestir. |                   |
| Muralles de Montblanc                                                          | 1922 - 1932                                                      | Montblanc, Tarragona                             | Les muralles de Montblanc és un dels recintes més complet i de majors dimensions datat del segle xiv. Martorell va seguir el cànon de redactar un projecte de restauració de la muralla, sobretot en la consolidació i neteja de les pedres, i de la Torre del Portal de Bover. Va donar major importància aquesta torre que a la resta, perquè estava tancada per les quatre cares i estava formada per cinc pisos, cosa que no succeïa amb les restants, que s'obrien a l'interior de la vila i estaven formades per tres sostes. La torre, coronada per merlets, va ser un element a tenir en compte en la rehabilitació del monument, perquè es van consolidar els murs, les cobertes i es va eliminar el sostre afegit. Martorell va defensar l'expropiació i l'enderroc de les cases annexes a la torre i va donar importància al tram de la muralla que anava des de la porta de Ponent fins a la Torre de Sant Jordi. Al 1947, i després de la lluita aferrissada de Martorell, aquest conjunt fortificat fou declarat conjunt monumental i artístic. |                   |
| Muralles de Tarragona                                                          | 1919 - 1936                                                      | Tarragona                                        | Gran part de les muralles de Tarragona van ser enderrocades arran del nou pla urbanístic del 1854 pel creixement de la ciutat. El director del SCCM, juntament amb l'arquitecte Antoni Pujol de Barberà van buscar una solució per a conservar i preservar un dels emblemes de Tarragona i donant-li la importància que amb anterioritat havia tingut. Es va seguir un pla de neteja i consolidació dels murs, sobretot en els carreus i es van eliminar totes aquelles construccions que s'havien adossat al recinte amb anterioritat. Si més no, per donar encara més rellevància al monument, es va construir un passeig, anomenat passeig arqueològic l'any 1932. Les obres de consolidació van seguir fins al 1936. |                   |
| Muralles de Tossa de Mar                                                       | 1923 - 1925                                                      | Tossa de Mar, Girona                             | Les obres de restauració de la Muralla de Tossa de Mar fouen iniciades al 1923 amb ajut d'alguns plànols i esquemes del propi director del SCCM. Els treballs van consistir, principalment, en la consolidació de la muralla i buscar la seva estabilitat. Es van restaurar els carreus i es va mostrar molt èmfasi en tapar el forat que Jeroni Martorell anomenava "el codolar" ja que podia ser el causant de la caiguda del mur de la muralla. Després d'aquests treballs de neteja i consolidació de les pedres que formaven el recinte emmurallat, el conjunt fou declarat monument nacional l'any 1931. |                   |
| Palau Reial convertit en Museu del Vi                                          | 1939 - 1950                                                      | Vilafranca del Penedès, Alt Penedès, Barcelona   | Al 1935, el patronat de Vilafranca del Penedès va voler construir un museu local i, amb la recomanació del director del SCCM, van comprar l'antic Palau Reial. Entre el 1939 - 1943, el SCCM es va fer càrrec de les instal·lacions museístiques d'aquest edifici, juntament amb la Junta de Museus. Es va començar per fer unes petites reformes de neteja i consolidació que va donar com a resultat que l'edifici tenia alguns aspectes a ressaltar i que s'havien de tenir present en la nova redistribució de l'espai, com l'escala gòtica o el pati interior. Vers això, els primers treballs, d'escala petita, van haver de ser descartats i es va redactar un nou informe sobre la reconstrucció del Museu del Vi. Es va començar amb la neteja i la rehabilitació de les columnes i els arcs que formaven la galeria del pati donant més lleugeresa a les columnes, es van pintar els murs i es va consolidar l'escala gòtica. A nivell exterior, es va refer la façana i es va reconstruir la coberta de l'edifici, malmesa per la humitat, es van separar els pilars dels murs i es van situar flanquejant les finestres de la galeria superior. En la torre annexa al museu, es va seguir l'esquema del seu edifici veï, consolidant i netejant la façana, conservant el balconet i obrin quatre finestres simètriques en la segona planta. Aquest esquema no ha arribat a nosaltres tal com el va construir Martorell ja que les finestres estan transformades en coronelles. Seguidament, es van destapiar les dues obertures laterals converint-les en dos finestres i es va consolidar l'únic portal d'accés format per un arc de mig punt al mig de la façana. Entre els anys 1944 i 1948, es va seguir amb les obres interiors construint una escalinata de fusta i consolidant el que seria la sala principal del Museu i es va coronar el monument amb un terrat de pedra. Tot i això, al 1950 i després del canvi de direcció de la Junta dels Museus, van sorgir unes certes discrepàncies arran de la restauració que s'estava duen a terme i això va dificultar la continuació d'aquesta. Poc després de la mort de Martorell, les obres van tornar a estar encetades per Camil Pallàs. |                   |
| Museu Municipal de Mataró (Antiga Casa Serra Arnau)                            | 1940                                                             | Mataró, Barcelona                                | L'antiga casa Serra Arnau, actualment seu del museu municipal de Mataró, havia de dotar-se d'una nova instal·lació per a la funció a la qual estava destinada. El SCCM, conjuntament amb l'Ajuntament de Mataró, el qual n'era el propietari, van redactar un projecte de restauració que, a més, es tingués en compte pautes per a instal·lar-hi un museu. Es van iniciar les obres amb la consolidació de la façana, sobretot en l'estat dels carreus; es van substituir dos portes d'entrada laterals a la prinpical per dos finestres protegides per un reixat de ferro forjat; es va restaurar la coberta del pis superior i en el cas del primer pis, es va reconstruir el sostre malmés i l'escalinata que donava accés al segon pis. Les obres tot i ser acabades abans de la mort de Martorell, al 1959 es van seguir amb obres d'adequació de l'espai perquè la col·lecció del museu havia augmentat. En aquest edifici, succeix versemblant a les cases de les Canonges, on l'arquitecte fa una reconstrucció de l'edifici però tenint en compte la nova utilitat que té projectada, amb la gran particularitat de No-alteració al seu esperit renaixentista. |                   |
| Portal de Centelles i la casa Vila                                             | 1917 - 1928                                                      | Osona, Barcelona                                 | L'antiga muralla de Centelles estava formada per quatre portes d'entrada al nucli urbà. El portal que rep el nom del municipi, és l'únic que queda dempeus de tot el recinte emmurallat i la torre s'ha convertit en l'únic element de tota la muralla que ens ha arribat avui dia. Estava flanquejada per façanes de cases i contenia una sala en un pis, on es reunia el Consell del poble. Al 1917, els habitants es van començar a posicionar en contra de l'incòmode arc perquè no permetia ni el pas del trànsit amb roda ni dels habitants i davant d'això, la població va començar a arrancar i desmuntar els carreus que formaven l'arc. La premsa es va fer ressò d'aquest succés i per primera vegada, la Mancomunitat de Catalunya va actuar de manera directa ajudat pel SCCM. Martorell va suggerir la compra d'una casa annexa anomenada Casa Vila, formada per tres plantes per a facilitar la rehabilitació i dotar a l'espai d'una nova funcionalitat, en aquest cas, administrativa. Aquesta compra fou portada a terme l'any 1928. L'arquitecte al capdavant del projecte fou Jeroni Martorell, que començà les obres desmuntant la teulada de la torre per recuperar la forma formada per merlets desmuntant la teulada del segle xviii. També, al mur lateral de l'antic portal, va fer dos obertures petites que permeten el pas exclusiu dels vianants i faciliten el trànsit de l'arc principal. A l'interior del portal es va ficar la imatge de la Mare de Déu de l'Esperança que substituïa l'antiga escultura desapareguda. Davant d'aquest projecte, es van seguir les obres a la Casa Vila, reparant la coberta, transformant les portes tapiades per grans finestrals tancats per reixes i es va donar un nou accés a l'obra. Aquesta casa en convertí en seu administrativa un cop finalitzades les obres. En aquest testimoni de restauració s'aprecia el criteri que utilitzava Martorell en les seves obres: conservar i consolidar els elements històrics però adaptant-los a la vida actual. |                   |
| Pont del Diable                                                                | Primera intervenció: 1926 Segona intervenció:1929 - 1932         | Martorell, Baix Llobregat                        | L'arc romà de Martorell, conegut popularment com el Pont del Diable, en el seu origen era un arc triomfal que donava pas a la Via Augusta. Posteriorment, es va nomenar el pont de Sant Bartomeu el qual dividia els municipis de Martorell i Castellbisbal. El pas del temps va ser un condicionant per a l'estabilitat d'aquest monument, doncs, les pilastres, l'entaulament i els carreus. Davant d'això el SCCM al 1926 va començar els seus primers treballs de neteja del pont (sobretot de la vegetació que havien estat creixent en l'espai) i la rehabilitació dels carreus, sobretot de l'arc triomfal que eren els més afectats. Un cop iniciades aquestes obres, Jeroni Martorell s'adonà que l'obra necessitava un treball de rehabilitació molt més profund. El pas del corrent d'aigua i el vent havia afectat de manera dràstica a les dovelles de l'arc i es va haver de adequar afegint nous materials juntament amb els antics. Tres anys més tard, el president de la Diputació de Barcelona va posar en manifest el mal estat en el qual es trobava l'entorn del pont del Diable, sobretot el terraplè que flanquejava la carretera. Per solucionar-ho va tornar a demanar ajuda al SCCM el qual va construir un mur de contenció a la base de l'arc i construint una escalinata que contactés la carretera i el terreny. Tot i això estava delimitat per una barana de ferro que permetia, si més no, una lectura i visió global del monument. Durant aquest procés, Jeroni Martorell va lluitar perquè el pont fos declarat Monument Històric-Artístic, aconseguint el propòsit l'any 1931. El 1936 Martorell fou bombardejada, destruint aquest gran emblema romà i afectant en l'arcada central del pont, les dovelles i els carreus. Fou al 1940 quan el president de la Comissió Provincial de Monuments Històrics i Artístics de Barcelona demanava, en ple procès de reconstrucció nacional després de la guerra, que es tingués en compte aquest element. Jeroni Martorell tornà a formar part, un altre cop, de la reconstrucció tot redactant un informe de consolidació, però en aquest cas, no va poder observar els resultats perquè l'any de la seva mort fou l'any en què es van iniciar les obres. |                   |
| Termes romanes de Caldes de Montbui                                            | 1950 - 1951                                                      | Caldes de Montbui, Vallès Oriental, Barcelona    | A través d'un dibuix del segle xix, es va tenir constància que existien unes termes romanes, per això el que es va produir va ser una excavació arqueològica per a la descoberta de restes i, a més, dotar-ho de funcionalitat. L'arquitecte defensava que s'havia d'enderrocar els edificis adherits posteriorment a aquest recinte ja que, segurament en aquests espais, es conservarien algunes restes d'edificacions d'època romana. Si més no, Martorell va pensar que si s'enderrocava tot aquest espai, podrien aconseguir la construcció d'unes termes amb un espai delimitat i protegit. Jeroni Martorell i Terrats, fou l'arquitecte de la restauració entre 1950 - 1951. Els seus treballs van consistir en dibuixar uns plànols a través de les restes arqueològiques que s'anavan descobrint. En definitiva, va concloure el projecte planimètric afirman que era un complex termal cobert per una volta elevada, amb una piscina d'uns 7 x 10 metres construïda de formigó i tot això envoltat per una galeria d'arcs. El projecte començà amb les excavacions però va quedar minvat a causa de la mort de Jeroni Marotell l'any 1951, per tant, el projecte quedà en mans del successor del SCCM, Camil Pallàs i Arisa, que no va constituir-se director fins al 1954. Durant tres anys el projecte va quedar oblidat. |                   |
| Torre de Santa Caterina. Recinte emmurallat de Torroella de Montgrí            | 1916 - 1920                                                      | Torroella de Montgrí, Baix Empordà, Girona.      | Jeroni Martorell va actuar en el recinte murat del Baix Empordà, la qual conservava una torre amb un portar format per un arc de mig punt adovellat del segle xiv. Aquesta torre es va convertir en l'entrada al nucli urbà. El problema sorgí quan al 1916 l'Ajuntament de Torroella de Montgrí va intentar enderrocar la torre. El SCCM va entrar en acció redactant un informe on defensava la necessitat per a conservar aquest monument i buscar solucions per adaptar-lo a la nova vida urbana. Un cop acceptat la proposta de Jeroni Martorell, es van començar els treballs de restauració obrint un espai a la muralla i així poder desviar el trànsit. Seguidament, es va consolidar els carreus de la torre, es van revestir els murs, l'arc i la volta i els merlets que coronaven la torre. |                   |

### Altres restauracions
Al llarg del seu recorregut com a director del SCCM, Jeroni Martorell ha fet moltes restauracions de mida gran, però també va fer petites intervencions per a millorar el patrimoni català i ajudar a preservar-lo. Entre aquestes petites consolidacions trobem l'església de Santa Maria de Pi de Barcelona, l'església dels Sants Just i Pastor (1946), l'església romànica de Sant Vicenç al Castell de la Geltrú, el Teatre romà de Sagunt o la Casa Riera d'Osona.

En el cas de l'església romànica de Sant Vicenç al Castell de la Geltrú, formada per una planta circular i coberta per una cúpula, també fou un altre projecte de reparació en el que Jeroni Martorell va formar-hi part, tot i que no es va dur a terme. En l'informe de Martorell, es narrava la necessitat que hi havia per part del SCCM de conservar totes les esglésies romàniques catalanes de planta circular, on s'inclou la de Sant Vicenç que en aquells moments es trobava abandonada i en mal estat de conservació. Els treballs de consolidació anaven encaminats a la reconstrucció de la volta de la nau i a la reparació dels murs que s'havien vist afectats per la humitat de la pluja.

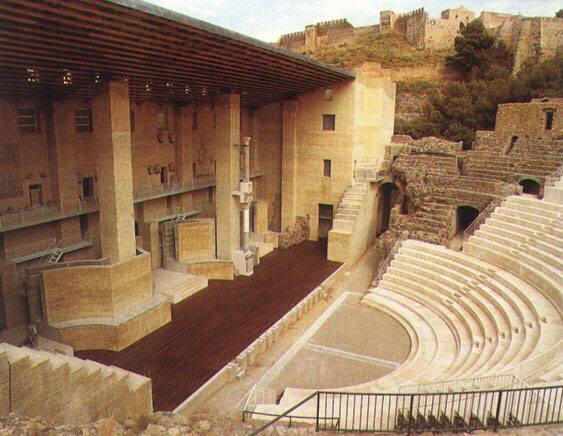
Teatre romà Sagunt

Com ja hem comentat anteriorment, Jeroni Martorell fou declarat cap de la Tercera Zona a través del Servei de Monuments Històrics de l'estat circumscrit al Ministeri d'Instrucció Pública. L'arquitecte va redactar un informe per a la consolidació del teatre romà de Sagunt (1930) després del seu estat ruïnós. En aquell moment i després del projecte d'estudi de Jeroni Martorell, es van trobar restes de l'escena, orquestra i càvea.
L'altre parer important de Jeroni Martorell fou el gran nombre de projectes que va redactar, quasi tots d'ells portats a terme per la Diputació de Barcelona i el Servei de Catalogació i Conservació de Monuments. Però d'altres, tot i ser documentats o redactats, no es van dur a terme o bé perquè l'ajuntament de la localitat no estava d'acord, com la Torre de Defensa de Canet de Mar, la Casa Riera, la Llotja de Tortosa, o bé perquè no es van dur a terme després del 1951 a causa de la mort de Martorell. Hem de dir, però, que entre 1951 i 1954, el SCCM no estava privilegiat, encara, amb cap director i moltes obres es van paralitzar, però un cop entra Camil i Pallàs, molts projectes de restauració van tornar a ressorgir.
Torre de defensa de Canet de Mar r està datada del segle xv i XVI construïda al costat de la Torre i la masia de Can Macià (derruïda per ordre de l'ajuntament a principis del segle XX) i al costat de la plaça principal on es trobava l'església. Fou el 1916 quan, tenint en compte el seu mal estat de conservació, l'ajuntament de la localitat va començar un procés per a la demolició de l'edifici. El SSCM, i concretament Martorell, va escriure un informe a la Junta Superior d'Excavacions i Conservació de Monuments en què afirmava que la Torre tenia una certa estabilitat. Comentava que tot i que moltes pedres havien estat extretes a propòsit, això no perjudicava l'estabilitat d'aquest. Per tot això, es va fer un projecte de restauració frustrat l'any 1925 perquè la torre fou enderrocada.
Casa Riera d'Osona, (1935) on la Secció Històrico-Arqueològica de l'Institut d'Estudis Catalans va demanar al capdavanter del SCCM un informe de projecte de restauració per una casa senyorial d'Osona. El projecte volia canviar la façana de la Casa Riera, afegint una tribuna de grans dimensions que emmarca tres pisos augmentant l'alçada edificada i es formaria un terrat amb una barana de protecció. El problema sorgí quan Martorell s'adona que la façana era de dimensions excessives, ja que desentonava amb la resta de la composició i no es va dur a terme.
En el cas de la Llotja del blat de Tortosa, la cosa fou diferent, doncs Jeroni Martorell va intentar aturar el seu enderroc. Per això el Servei el que va fer és crear una solució de trasllat de l'arquitectura a un lloc adequat. Però totes aquestes obres només van ser supervisades per Martorell, ja que l'arquitecte principal fou Agustí Bartlett.
Jeroni Martorell, al capdavant del Servei, no només va fer restauracions monumentals, sinó que també va dictar projectes de restauració d'altres elements com el retaule dels sants Abdó i Senén de l'església de Sant Pere de Terrassa i del retaule l'església de Sant Miquel de Terrassa, on es va consolidar i netejar l'obra i substituir la fusta corcada.

## Fons personal
Una part del fons personal de Jeroni Martorell i Terrats es conserva a l'Arxiu Històric de la Ciutat de Barcelona i està integrat, principalment, per documents vinculats a la conservació de monuments, projectes, dibuixos i correspondència diversa.